# 5 de enero
El 5 de enero es el 5.º (quinto) día del año del calendario gregoriano. Quedan 360 días para finalizar el año y 361 en los años bisiestos.

## Acontecimientos
- 951: en el Reino de León, en la actual España abdica Ramiro II de León.
- 1066: en Inglaterra, el rey Eduardo el Confesor muere sin hijos, lo que provocará una crisis de sucesión que eventualmente llevará a que los normandos conquisten ese país.
- 1307: en París (Francia), el rey hace ahorcar a los 28 líderes del motín del 30 de diciembre de 1306.
- 1355: se firma el Tratado de París.
- 1463: en París, el poeta François Villón es enviado al destierro.
- 1477: en la batalla de Nancy, muere Carlos el Temerario y el ducado y condado de Artois, Borgoña, Flandes y Picardía pasan a Francia.
- 1500: en el norte de Italia, la ciudad de Milán es reconquistada por el ejército de Ludovico Sforza.
- 1527: en Zúrich (Suiza) es ejecutado Felix Manz, líder de la congregación anabaptista.
- 1543: en el puerto de San Francisco de Campeche (México) desembarca el fraile español Bartolomé de las Casas, quien se distinguirá como historiador y defensor de los aborígenes de la Nueva España.
- 1554: en Eindhoven (Países Bajos) sucede un gran incendio.
- 1637: en el teatro Marsh (París) se estrena la obra Cid, de Pierre Corneille.
- 1665: en París se publica el primer número de la primera revista científica, la Journal des Sçavans (‘revista de los sabios’).
- 1675: en la villa de Turckheim (Alemania) ―en el marco de la Guerra de Holanda―, el ejército francés del rey Luis XIV, liderado por Henrí de La Tour d'Auvergne (1611-1675), derrota al ejército de Brandemburgo en la batalla de Colmar.
- 1728: en la ciudad de La Habana ―capital de la capitanía general de Cuba, colonia del Reino de España― se funda la Real y Pontificia Universidad de San Gerónimo de La Habana (actual Universidad de La Habana).
- 1757: Luis XV de Francia sobrevive a un intento de asesinato de Robert François Damiens, quien fue la última persona ejecutada en Francia con la tradicional pena capital utilizada para los regicidas.
- 1759: en los Estados Unidos, George Washington se casa con Martha Dandridge Custis.
- 1781: la aldea de Richmond (Virginia) se incendia por el bombardeo de la Armada británica capitaneada por Benedict Arnold (en el marco de la guerra de Independencia de Estados Unidos).
- 1798: en Bayamo (Cuba) se inaugura el cementerio San Juan Evangelista, primero cristiano de Cuba y del continente americano, que actualmente forma parte del Conjunto Monumentario de Bayamo.
- 1809: se firma el Tratado de los Dardanelos.
- 1813: en la ciudad de Cádiz (España), las Cortes suprimen el Tribunal de la Inquisición tanto en España como en las colonias americanas.
- 1822: se anexan espontáneamente, mediante una proclama de la élite criolla de la Ciudad de Guatemala, sin importarles las discordancias ideológicas entre algunos poblados de Centroamérica a México las provincias de Guatemala, Honduras y Nicaragua.
- 1839: en el norte del Perú, 210 km hacia el interior de la villa de Chimbote (en la costa del océano Pacífico) ―en el marco de la guerra contra la Confederación Peruano-Boliviana, que el Gobierno de Chile luchó para evitar la formación de una unión entre Bolivia y Perú― tiene lugar el combate de Buin.
- 1843: en Marked Tree (Arkansas, a las 2:45 de la madrugada (hora local) sucede un terremoto de magnitud 6,3 en la escala sismológica de Richter.
- 1855: en la provincia de Panamá ―colonia de Colombia― se inaugura el primer ferrocarril, de 75 km de recorrido.
- 1869: en Trinidad (Cuba) ―en el marco de la guerra de los diez años (1868-1878)― los españoles sorprenden a la conspiración de Tranquilino Valdés para iniciar la sublevación y tomar Trinidad. Valdés huye con sus compañeros a la manigua. Dos años después, Valdés será capturado y torturado hasta la muerte.
- 1875: en París se inaugura el edificio de la Ópera Garnier, diseñado por Charles Garnier.
- 1882: en Estados Unidos, Charles Guiteau es hallado culpable del asesinato del presidente James A. Garfield, y es condenado a la horca.
- 1895: en Francia, el oficial Alfred Dreyfus es degradado y sentenciado a cadena perpetua en la Isla del Diablo.
- 1895: en Alemania, el físico Wilhelm Röntgen descubre los rayos X.
- 1899: en la provincia de Las Villas (capitanía de Cuba) ―en el marco de la Guerra Necesaria (1895-1898)―, el pueblo de Remedios recibe con júbilo a las fuerzas del generalísimo Máximo Gómez.
- 1899: en la ciudad de La Habana, el doctor Julio A. Ortiz Cano realiza la primera operación exitosa de apendicectomía en Cuba.
- 1900: en Irlanda ―invadida por los británicos― el líder John Edward Redmond llama a la revolución contra el Imperio británico.
- 1909: en Bogotá, la República de Colombia reconoce la separación e independencia de su Departamento, Panamá.
- 1914: en los Estados Unidos, la Ford Motor Company anuncia el horario de ocho horas laborales y el salario mínimo de 5 dólares diarios a cada trabajador.
- 1919: en Alemania se funda el Partido Obrero Alemán, que posteriormente se convertiría en el partido nazi.
- 1925: en los Estados Unidos, Nellie Tayloe Ross se convierte en la primera mujer que gobierna un estado.
- 1933: en San Francisco (California) empieza la construcción del Puente Golden Gate.
- 1940: en los Estados Unidos, la Comisión Federal de Comunicaciones demuestra por primera vez la radiodifusión por FM.
- 1944: el periódico británico Daily Mail se convierte en el primer diario transoceánico.
- 1945: la Unión Soviética reconoce al nuevo régimen prosoviético de Polonia.
- 1953: en París se estrena Esperando a Godot (obra del teatro del absurdo de Samuel Beckett).
- 1955: se crea oficialmente la Copa de Campeones de Europa.
- 1956: en la Argentina se crea la Universidad Nacional del Sur.
- 1957: ante el Congreso estadounidense (en Washington), el presidente Dwight D. Eisenhower introduce la tristemente célebre «doctrina Eisenhower» ―pergeñada por John Foster Dulles (secretario de Estado, 1888-1959)―, por la cual si algún país que no fuese títere de Estados Unidos realizase un ataque contra alguno de los países bajo la égida de Estados Unidos, este desataría un desproporcionado ataque nuclear masivo contra la población civil de todo el país agresor.
- 1961: en Cuba se inicia de manera oficial la Campaña Nacional de Alfabetización.
- 1961: En la finca Las Tinajitas, cerca del caserío de San Ambrosio, unos 45 km al noreste de Trinidad y unos 15 km al sur de la villa de Victoria de Girón (Cuba), integrantes de la banda de Osvaldo Ramírez García ―en el marco de los ataques terroristas organizados por la CIA estadounidense― torturan y asesinan a Conrado Benítez García (maestro voluntario de la Campaña Nacional de Alfabetización) y a su alumno, el miliciano Heliodoro Erineo Rodríguez Linares (campesino).[1]
- 1961: en Nueva York, el canciller cubano Raúl Roa denuncia ante el Consejo de Seguridad de la ONU «la política de hostigamiento, represalia, agresión, subversión, aislamiento, intervención e inminente ataque de Estados Unidos contra el Gobierno y el pueblo cubano».
- 1961: el Gobierno checoslovaco acepta la solicitud del Gobierno cubano para representar los intereses de Cuba en Estados Unidos dada la ruptura de relaciones del Gobierno estadounidense con Cuba.
- 1961: se celebra plenaria por la CTC, sus federaciones y los sindicatos de La Habana, donde se toman, entre otros importantes acuerdos, los de crear comités de vigilancia y defensa de la revolución en todos los centros de trabajo y donaciones de sangre por parte de los trabajadores
- 1962: en La Habana, el Gobierno revolucionario crea el Sistema Nacional de Escuelas Especiales.
- 1964: en Jerusalén, el papa Pablo VI se encuentra con el patriarca ortodoxo griego Atenágoras I. Se trata del primer encuentro de católicos y ortodoxos desde 1439.
- 1968: en Checoslovaquia llega al poder Alexander Dubček, dando comienzo a la Primavera de Praga.
- 1969: la Unión Soviética lanza la sonda espacial Venera 5 hacia Venus, llegando a transmitir datos desde la atmósfera del planeta.
- 1970: en el condado de Tonghai, dentro de la provincia de Yunnán (China), sucede un terremoto de 7,1 grados en la escala de Richter, que deja 15 621 muertos y 26 783 heridos.
- 1972: en un pozo a 120 metros bajo tierra, en el área U3gu del Sitio de Pruebas Atómicas de Nevada (a unos 105 km al noroeste de la ciudad de Las Vegas), a las 7:10 (hora local) Estados Unidos detona su bomba atómica Mescalero, de menos de 20 kilotones. Es la bomba n.º 753 de las 1132 que Estados Unidos detonó entre 1945 y 1992.
- 1972: en Washington (Estados Unidos), el presidente Richard Nixon ordena a la NASA que modifique el programa espacial estadounidense (ideado por John F. Kennedy) y diseñe transbordadores para orbitar el planeta Tierra.
- 1974: en la estación Vanda (Antártida) se mide la temperatura más alta registrada en la Historia de ese continente: 15 °C).
- 1975: el puente de Tasmania (Australia), se rompe por el paso del carguero Lake Illawarra, matando a doce personas.
- 1976: en Camboya, los jemeres rojos renombran la nación como «República Democrática de Campuchea» y comienzan un genocidio que será detenido por el Gobierno comunista de Vietnam.
- 1976: en el condado Armagh, en Irlanda del Norte (Reino Unido), un grupo de católicos armados detienen un minibús y matan a 10 civiles de religión protestante, en venganza por el asesinato de 6 civiles católicos la noche anterior.
- 1977: en España se suprime el Tribunal de Orden Público, se crea la Audiencia Nacional y se deroga el decreto ley sobre el terrorismo.
- 1978: en España se aprueba la preautonomía del País Vasco.
- 1979: en Buenos Aires (Argentina) se funda el Teatro Laboratorio, delegación del investigador teatral polaco Jerzy Grotowski.
- 1984: en Estados Unidos Richard Stallman desarrolla el sistema operativo gratuito y libre GNU.
- 1985: en un hospital de París (Francia) nacen los primeros trillizos europeos concebidos por medio de la fecundación in vitro.
- 1991: en Somalía, todo el personal de la embajada de Estados Unidos en la ciudad de Mogadiscio evacuada por helicóptero tras días de violencia en el marco de la guerra civil somalí.
- 1992: el programa de variedades Sábado Gigante, conducido en Miami por Don Francisco (Mario Kreutzberger), comienza su etapa en la televisión mexicana a través del canal Las Estrellas.
- 1993: en las islas Shetland se esparcen los 84 700 litros de petróleo del carguero Braer.
- 1996: miembros del servicio secreto israelí asesinan a Yahya Ayyash, terrorista de Hamás.
- 1997: los rusos anuncian su repliegue de Chechenia.
- 2002: en Japón, científicos anuncian la creación del primer ojo artificial.
- 2003: en Tel Aviv mueren 23 personas en dos explosiones provocadas por la Yihad islámica.
- 2005: en Monte Palomar (Estados Unidos), los astrónomos Michael E. Brown, Chad Trujillo, y David Lincoln Rabinowitz descubren el planeta enano Eris, el más lejano del sistema solar.
- 2008: el gobierno de Estados Unidos anuncia que tres barcos de guerra estadounidenses que patrullan el estrecho de Ormuz han sido amenazados por lanchas rápidas ocupadas por pasdarans iraníes (guardias de la revolución) que actúan de manera coordinada. Las estrellas partieron después de las advertencias habituales. Denuncia maniobras "provocativas" ordenadas por el gobierno iraní.
- 2009: se realiza en el Parque de Atracciones Tibidabo, en Barcelona (España), el último viaje en la antigua montaña rusa, construida en 1961 que, después de su desmantelamiento, será sustituida por la nueva Muntanya Russa.
- 2016: el Gobierno de Corea del Norte anuncia que ha realizado una prueba de una bomba termonuclear de hidrógeno (mucho más poderosa que una bombas atómicas).
- 2016: en Caracas, la oposición toma la Asamblea Nacional de Venezuela.
- 2018: en Ecuador, María Alejandra Vicuña es electa vicepresidenta tras el despido de Jorge Glas por una pena de prisión.
- 2019: en Malasia abdica el rey Muhammad Faris Petra.
- 2023: en Ciudad del Vaticano se celebra el funeral del papa Benedicto XVI. Es presidido por el papa Francisco.
- 2023: Es recapturado el narcotraficánte  Ovidio Guzmán López, hijo del narcotraficante Joaquín "El Chapo" Guzmán, en Culiacán, Sinaloa; provocando una ola de violencia generalizada e incertidumbre en Culiacán, generando la suspensión de todas las actividades en todo el estado y dejando un saldo de 29 muertos y 35 heridos.

## Nacimientos
- 200: Ōjin, 15.º emperador japonés (f. 310).
- 1209: Ricardo de Cornualles, rey de los romanos (f. 1272).
- 1425: Enrique IV de Castilla, rey de Castilla entre 1454 y 1474 (f. 1474).
- 1548: Francisco Suárez, teólogo y filósofo español (f. 1617).
- 1589: Esteban Manuel de Villegas, poeta y escritor español (f. 1669).
- 1592: Sha Yaján, emperador mogol de la India entre 1628 y 1658 (f. 1666).
- 1614: Leopoldo Guillermo de Habsburgo, archiduque de Austria (f. 1662).
- 1620: Miklós Zrínyi, comandante militar croata (f. 1664).
- 1713: Jorge Juan, humanista, ingeniero naval y científico español (f. 1773).

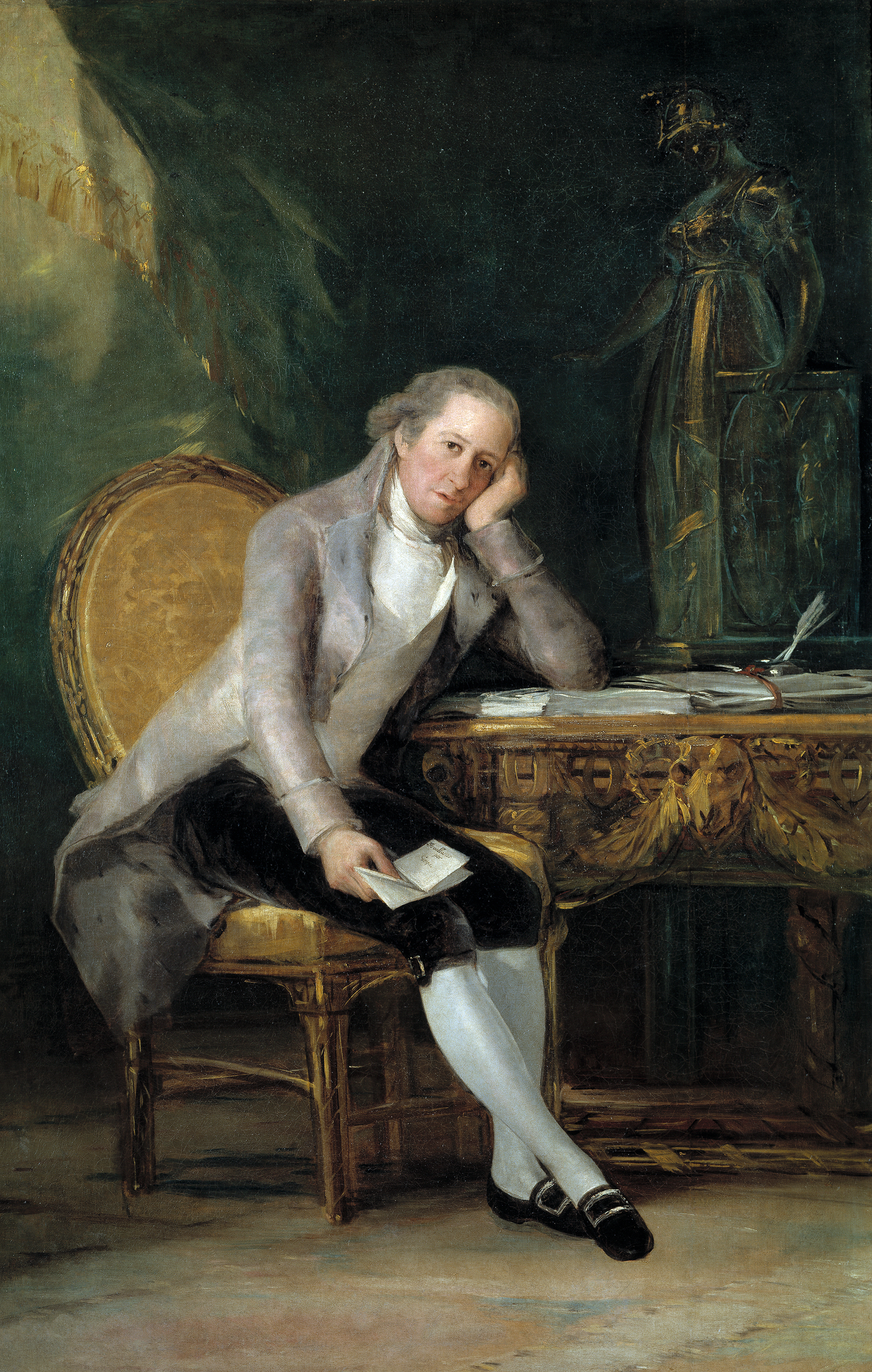
Gaspar Melchor de Jovellanos

- 1744: Gaspar Melchor de Jovellanos, político y escritor español (f. 1811).
- 1759: Jacques Cathelineau, militar contrarrevolucionario francés (f. 1793).
- 1762: Constanze Weber, esposa de Mozart (f. 1842).
- 1779: Stephen Decatur, comandante estadounidense (f. 1820).
- 1779: Zebulon Pike, explorador estadounidense (f. 1813).
- 1781: Gaspar Marcano Boadas, oficial del ejército venezolano en la guerra de independencia, abogado, político, congresista y poeta (f. 1821).
- 1790: Melchor Múzquiz, presidente mexicano (f. 1844).
- 1814: Melchor Ocampo, político mexicano (f. 1861).
- 1818: Telesforo Montejo Robledo, político español (f. 1896).
- 1823: José María Iglesias, político mexicano (f. 1891).
- 1824: Emilio Mitre, militar argentino (f. 1893).
- 1834: William John Wills, topógrafo y explorador británico (f. 1861).
- 1838: Camille Jordan, matemático francés (f. 1922).
- 1839: Nicolás de Piérola, político peruano, presidente del Perú entre 1895 y 1899 (f. 1913).
- 1844: Manuel González Prada, escritor y ensayista peruano (f. 1918).
- 1846: Rudolf Christoph Eucken, filósofo alemán, premio nobel de literatura en 1908 (f. 1926).
- 1855: King Camp Gillette, inventor de la hoja de afeitar (f. 1932).
- 1864: George Washington Carver, educador afroestadounidense (f. 1943).
- 1865: Julio Garavito Armero, astrónomo y economista colombiano (f. 1920).
- 1871: Federigo Enriques, matemático italiano (f. 1946).
- 1873: Max Adler, jurista, político y filósofo austríaco (f. 1937).
- 1874: Joseph Erlanger, fisiólogo estadounidense, premio nobel de medicina en 1944 (f. 1965).

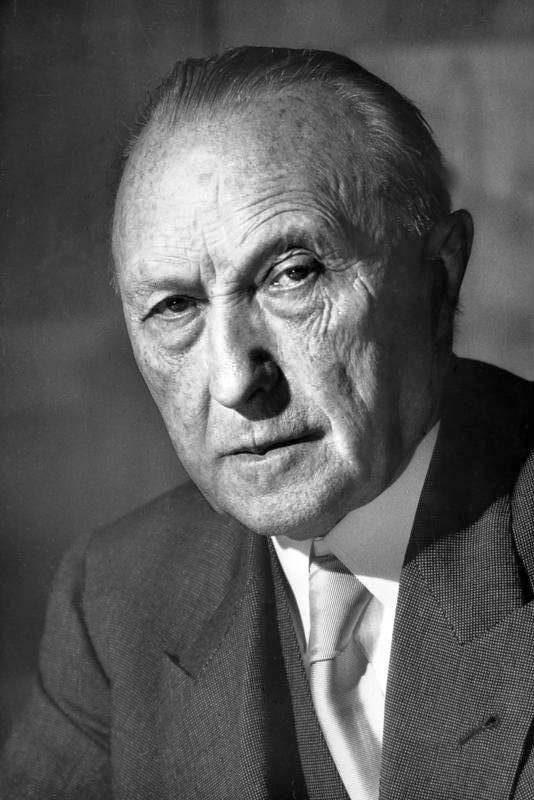
Konrad Adenauer

- 1876: Konrad Adenauer, abogado y político alemán, canciller de Alemania occidental (f. 1967).
- 1877: Leonel Plasencia Montes, médico cubano, profesor de microscopía y química clínica (f. 1923).
- 1879: Marcel Tournier, arpista y compositor francés (f. 1951).
- 1880: Nikolái Médtner, pianista y compositor ruso (f. 1951)
- 1881: Pablo Gargallo, escultor y pintor español (f. 1934).
- 1882: Herbert Bayard Swope, periodista estadounidense (f. 1958).
- 1883: Marie-Louise Bouglé, archivista y feminista francesa (f. 1936).
- 1893: Florentino Bustos Estupiñán, poeta y periodista colombiano (f. 1971).
- 1893: Paramahansa Yogananda, gurú hinduista indio expatriado en Estados Unidos (f. 1952).
- 1895: Elizabeth Cotten, música y guitarrista estadounidense (f. 1987).
- 1896: Amelia Peláez del Casal, pintora cubana (f. 1968).
- 1900: Yves Tanguy, pintor surrealista francés expatriado en Estados Unidos (f. 1955).
- 1902: Maruja Mallo, pintora española (f. 1995).
- 1906: Kathleen Kenyon, arqueóloga británica (f. 1978).
- 1906: Manuel Medel, actor y cómico mexicano (f. 1997).
- 1909: Stephen Kleene, matemático estadounidense (f. 1994).
- 1911: Alfonso García-Gallo, historiador del derecho, y jurista español (f. 1992).
- 1914: Germán Gómez Gómez, futbolista español (f. 2004).
- 1914: George Reeves, actor estadounidense (f. 1959).
- 1914: Nicolas de Staël, pintor franco-ruso (f. 1955).
- 1917: Wieland Wagner, director de escena alemán (f. 1966).
- 1917: Jane Wyman, actriz estadounidense (f. 2007).
- 1919: Severino Gazzelloni, flautista italiano (f. 1992).
- 1920: Arturo Benedetti Michelangeli, pianista italiano (f. 1995).
- 1920: Eduardo San Román, periodista deportivo peruano (f. 1998).
- 1920: André Simon, piloto de automovilismo francés (f. 2012).
- 1921: Amado Sapag, empresario y político argentino (f. 2002).
- 1921: Friedrich Dürrenmatt, escritor suizo (f. 1990).
- 1921: Juan de Luxemburgo, gran duque entre 1964 y 2000 (f. 2019).
- 1923: Norberto Tucho Méndez, futbolista argentino (f. 1998).
- 1923: Sam Phillips, locutor, técnico radiofónico y productor musical de Sun Records (f. 2003).
- 1924: Jorge Arduh, músico, pianista, arreglador, compositor y director de orquesta argentino (f. 2023).
- 1925: Ramón Sainz de Varanda, político español (f. 1986).
- 1926: William Snodgrass, poeta estadounidense (f. 2009).
- 1928: Sultan bin Abdelaziz, sultán árabe saudí (f. 2011).
- 1928: Walter Mondale, político estadounidense (f. 2021).
- 1928: Zulfikar Ali Bhutto, político pakistaní (f. 1979).
- 1929: Wilbert Harrison, cantante estadounidense (f. 1994).

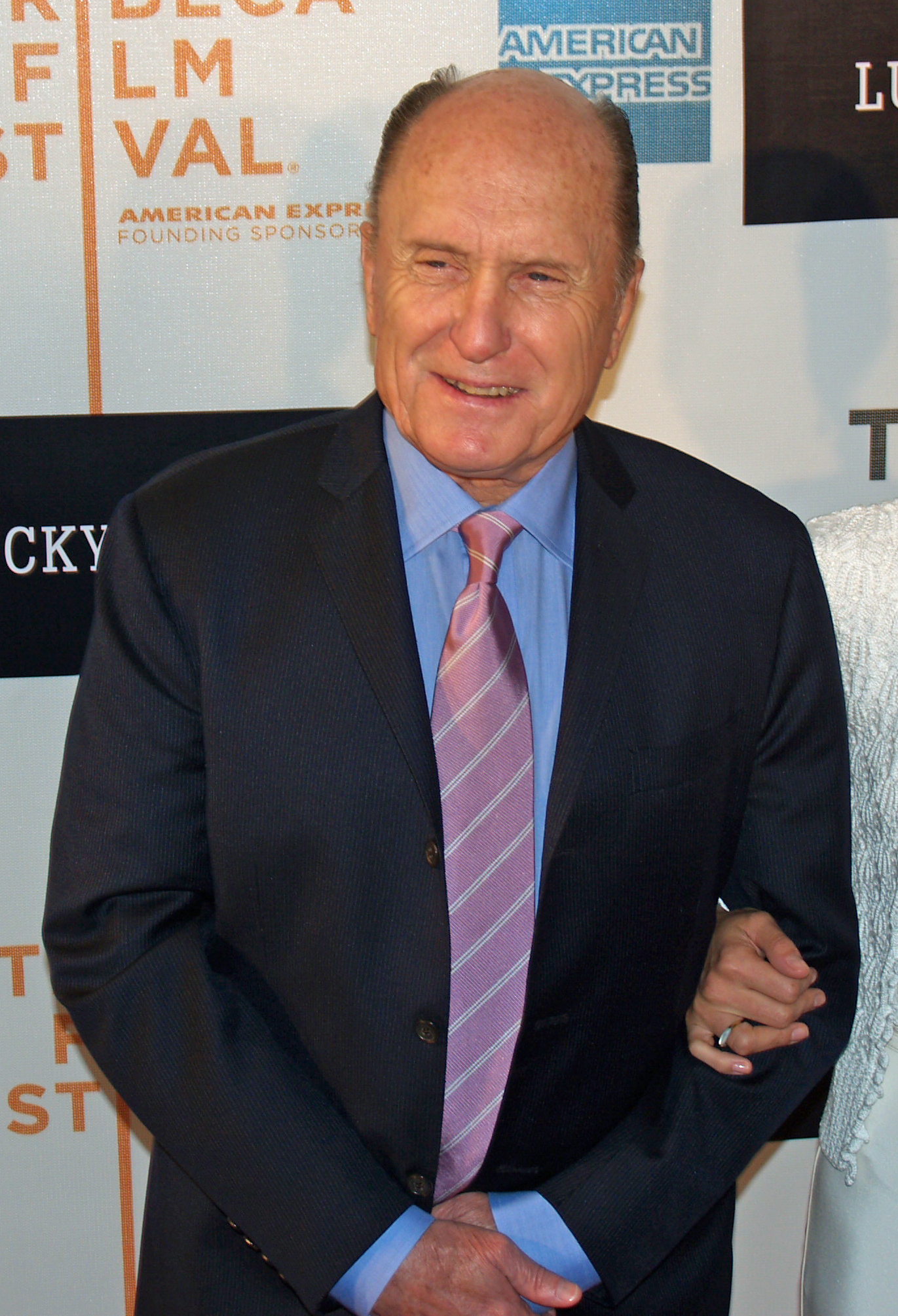
Robert Duvall

- 1931: Alfred Brendel, pianista austríaco.
- 1931: Alvin Ailey, bailarín y coreógrafo estadounidense (f. 1989).
- 1931: Juan Goytisolo, escritor español (f. 2017).
- 1931: Robert Duvall, actor estadounidense.
- 1932: Chuck Noll, entrenador estadounidense de fútbol americano (f. 2014).
- 1932: Javier Valle Riestra, abogado y político peruano (f. 2024).
- 1932: Raísa Gorbachova, política soviética, esposa de Mijaíl Gorbachov (f. 1999).
- 1932: Umberto Eco, escritor y filósofo italiano (f. 2016).
- 1934: Jorge R. Camacho Lazo, pintor cubano (f. 2011).
- 1935: Juan Carlos Puppo, actor argentino (f. 2016).
- 1936: Santiago Bal, actor argentino (f. 2019).
- 1938: Juan Carlos I, rey de España.
- 1938: Monna Bell, cantante chilena (f. 2008).
- 1940: Enrique Rocha, actor mexicano de telenovelas (f. 2021).
- 1941: Federico García Vigil, director orquestal y compositor uruguayo (f. 2020).
- 1941: Chuck McKinley, tenista estadounidense (f. 1986).
- 1941: Hayao Miyazaki, cineasta japonés.
- 1942: Maurizio Pollini, pianista italiano.
- 1942: Terenci Moix, escritor español (f. 2003).
- 1944: José Hernández, pintor español (f. 2013).

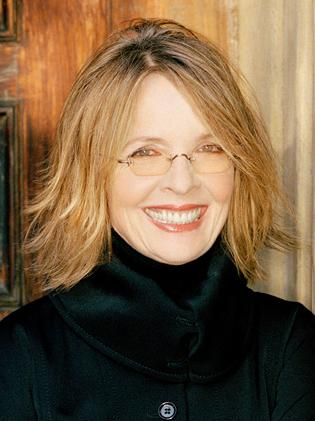
Diane Keaton

- 1946: Ada Itúrrez de Cappellini, política argentina.
- 1946: Diane Keaton, actriz estadounidense.

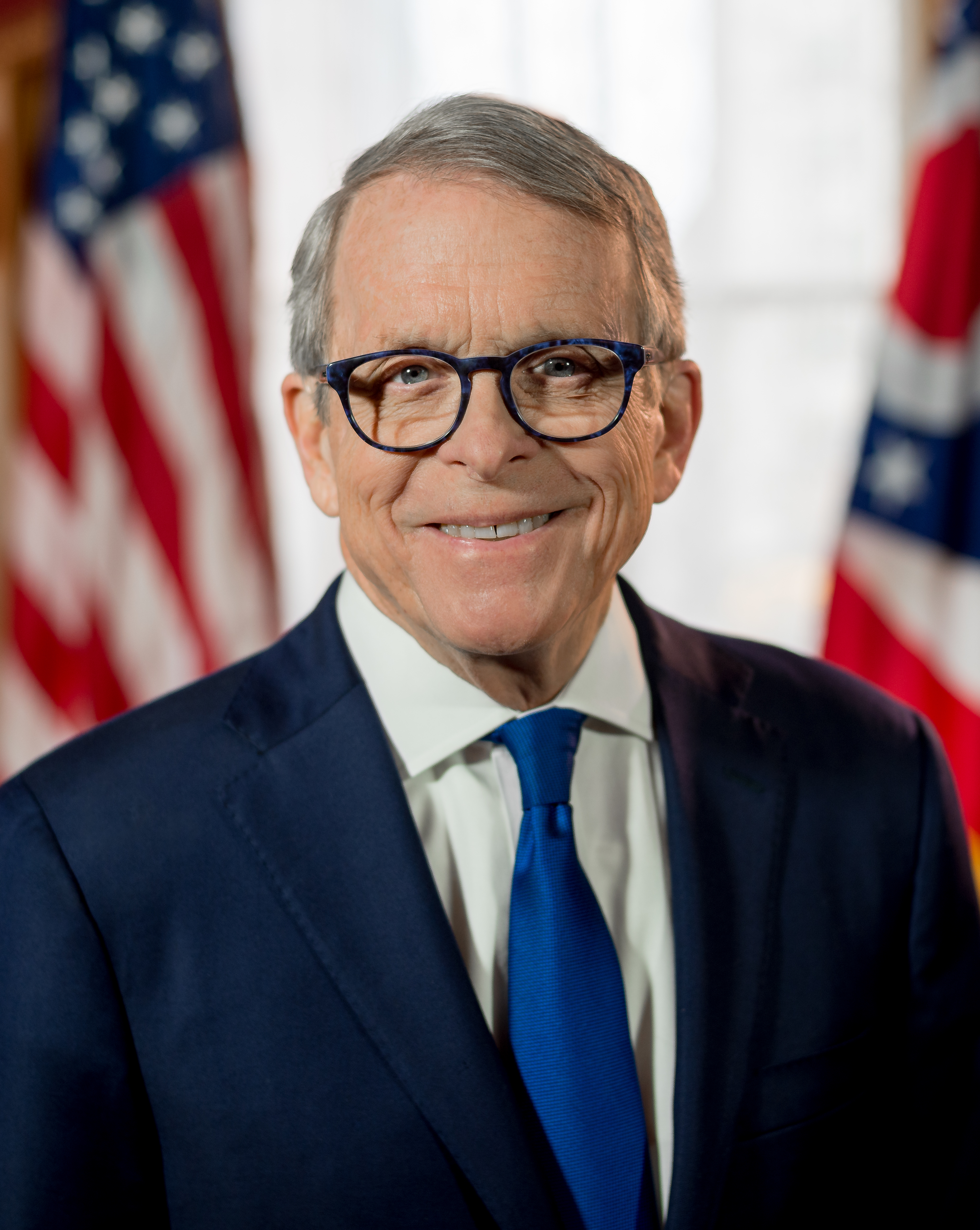
Mike DeWine

- 1947: Mike DeWine, político y abogado estadounidense, Gobernador de Ohio desde 2019.
- 1948: Teófila Martínez, política española.
- 1950: Krzysztof Wielicki, alpinista polaco.
- 1953: Pamela Sue Martin, actriz estadounidense.
- 1953: Willy Iturri, músico y baterista argentino
- 1954: Alex English, baloncestista estadounidense.
- 1954: Manolo Montoliu, banderillero español (f. 1992).
- 1955: Virulo (Alejandro García), cantautor y humorista cubano.

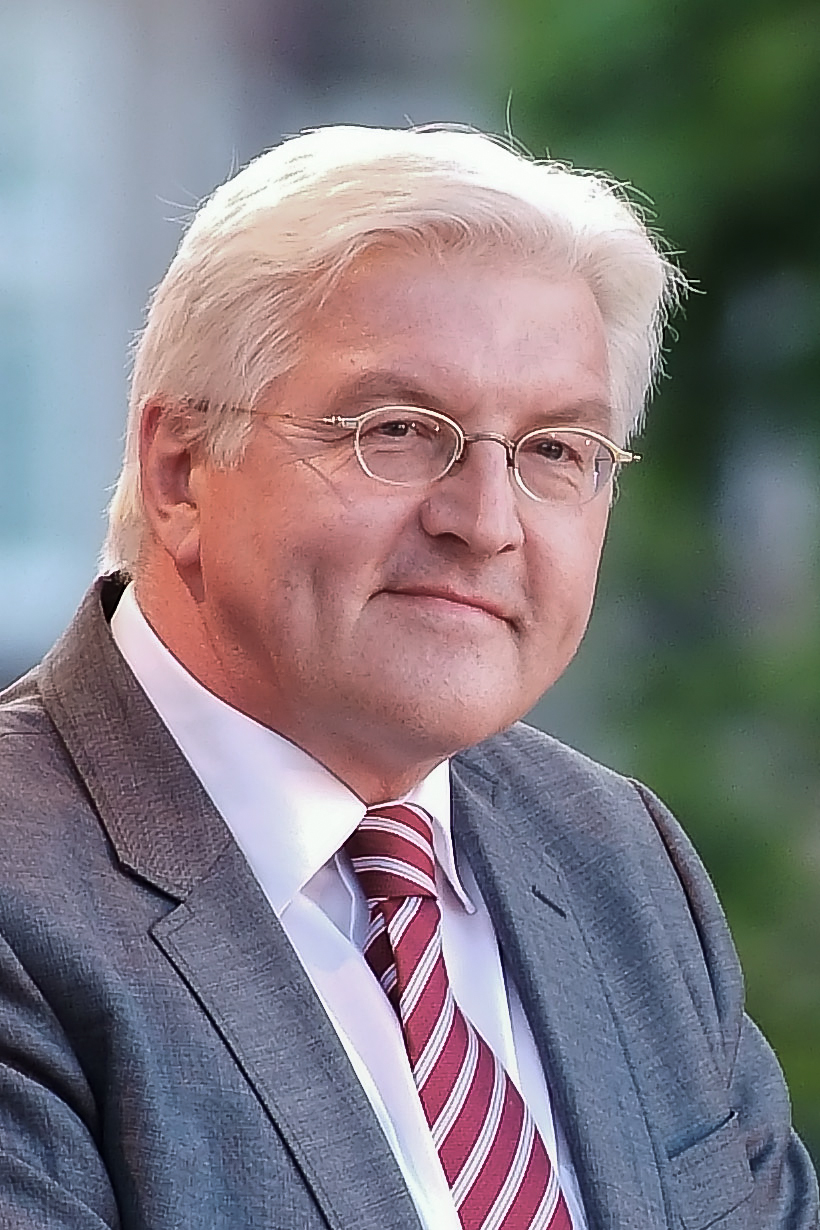
Frank-Walter Steinmeier

- 1956: Frank-Walter Steinmeier, político alemán, presidente de Alemania desde 2017.
- 1957: Marina Lezcano, jockey argentina.
- 1958: Jordi Botella Miró escritor valenciano.
- 1959: Clancy Brown, actor estadounidense.
- 1960: Phil Thornalley, bajista británico, de la banda The Cure.
- 1961: Isabel Gemio, periodista española.
- 1964: Armando Dely Valdés, futbolista panameño (f. 2004).
- 1965: Eleonora Cassano, bailarina clásica argentina.
- 1965: Federico Sánchez, arquitecto, académico y conductor televisivo y radial chileno.
- 1965: Jill Stuart, diseñadora de moda estadounidense.
- 1965: Rei Sakuma, seiyū japonesa.
- 1965: Vinnie Jones, futbolista y actor británico.
- 1966: Héctor Baldassi, árbitro de fútbol y político argentino.
- 1966: Yuri Amano, seiyū japonesa.
- 1967: Joe Flanigan, actor estadounidense.
- 1968: DJ BoBo, cantante suizo.
- 1969: Marilyn Manson (Brian Hung Warner), cantante, compositor y actor estadounidense.
- 1969: Adriana Salonia, actriz argentina.
- 1970: Jeffrey Jey, cantante y artista italiano.
- 1970: Troy Van Leeuwen, guitarrista estadounidense de las bandas A Perfect Circle y Queens of the Stone Age.
- 1970: Vladímir Chaguin, piloto ruso de camiones off road.
- 1971: Fernando Fernández Urosa, jugador español de balonmano.
- 1972: Sakis Rouvas, cantante griego.
- 1973: Derek Cecil, actor estadounidense.
- 1974: Rafa Gómez, futbolista español.
- 1975: Bradley Cooper, actor y cineasta estadounidense.
- 1975: Émerson Carvalho da Silva, futbolista brasileño.
- 1976: Diego Tristán, futbolista español.
- 1976: Shintarō Asanuma, actor de voz, guionista y director japonés.
- 1977: Fredy Segura, futbolista chileno.
- 1977: Leonardo Mina Polo, futbolista colombiano.

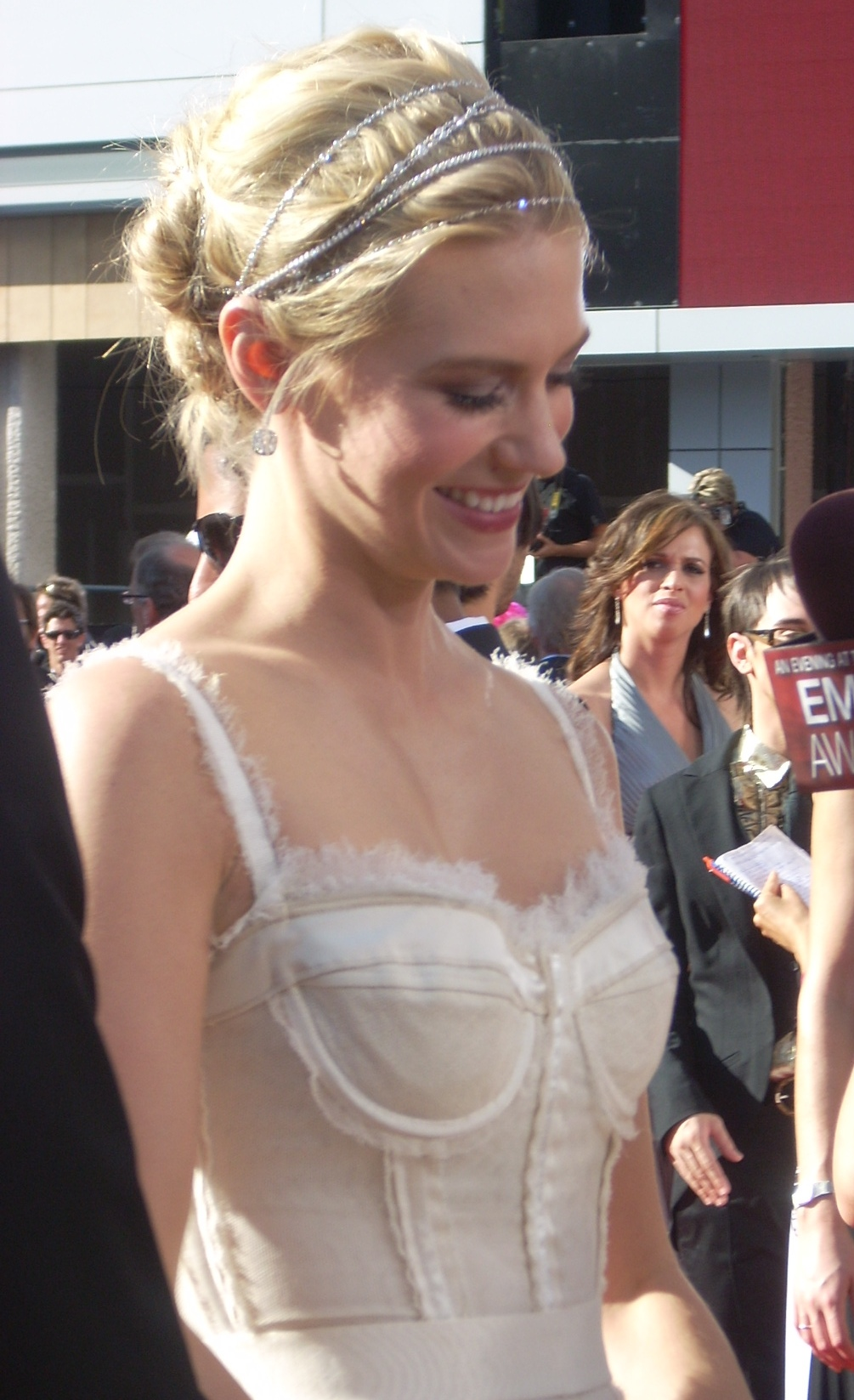
January Jones

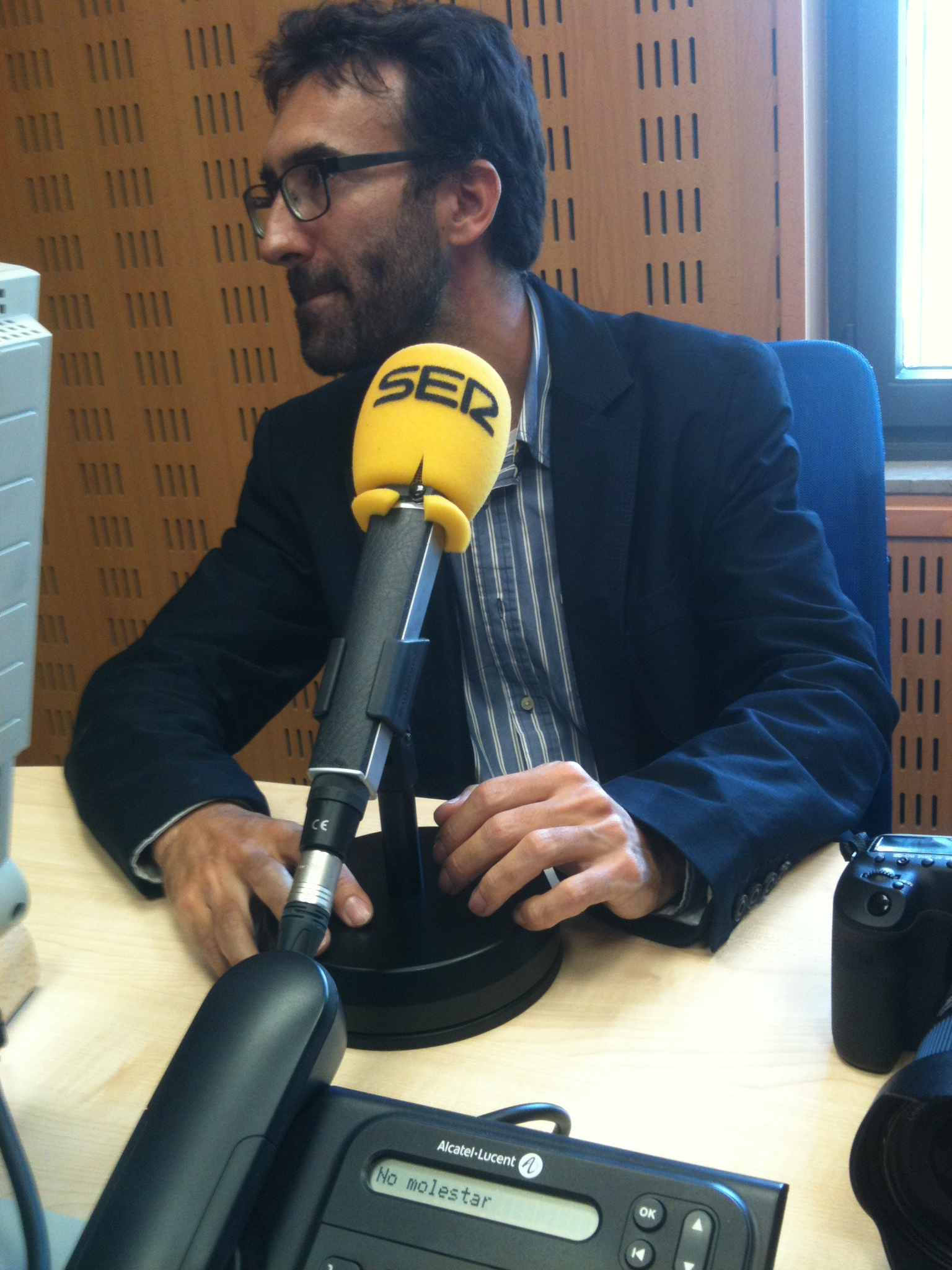
Asís G. Ayerbe

- 1978: Asís G. Ayerbe, fotógrafo español.
- 1978: Sabrina Harman, soldado estadounidense, torturadora profesional en la cárcel de Abu Ghraib (Irak); por sus crímenes, la justicia estadounidense la condenó solo a seis meses de prisión.
- 1978: January Jones, actriz estadounidense.
- 1978: Franck Montagny, piloto francés de Fórmula 1.
- 1978: Serginho Baiano, futbolista brasileño.
- 1979: Claudia Bahamón, modelo y presentadora colombiana.
- 1979: Alexis Dubus, actor inglés.
- 1979: Giuseppe Gibilisco, atleta italiano.
- 1979: David Kopp, ciclista alemán.
- 1979: Alberto Loddo, ciclista italiano.
- 1979: Daniel Sánchez Pardos, escritor español.
- 1979: Blanca Soto, actriz mexicana.
- 1979: Klimenti Tsitaishvili, futbolista georgiano.
- 1979: Liesbet de Vocht, ciclista belga.
- 1979: Marta Wojtanowska, luchadora polaca.
- 1980: Sebastian Deisler, futbolista alemán.
- 1980: Santiago Ventura, tenista español.
- 1980: Srđan Andrić, futbolista croata.
- 1980: Marco Rigoni, futbolista italiano.
- 1980: Paulo César, futbolista brasileño.
- 1980: Chema Rodríguez Vaquero, balonmanista español.

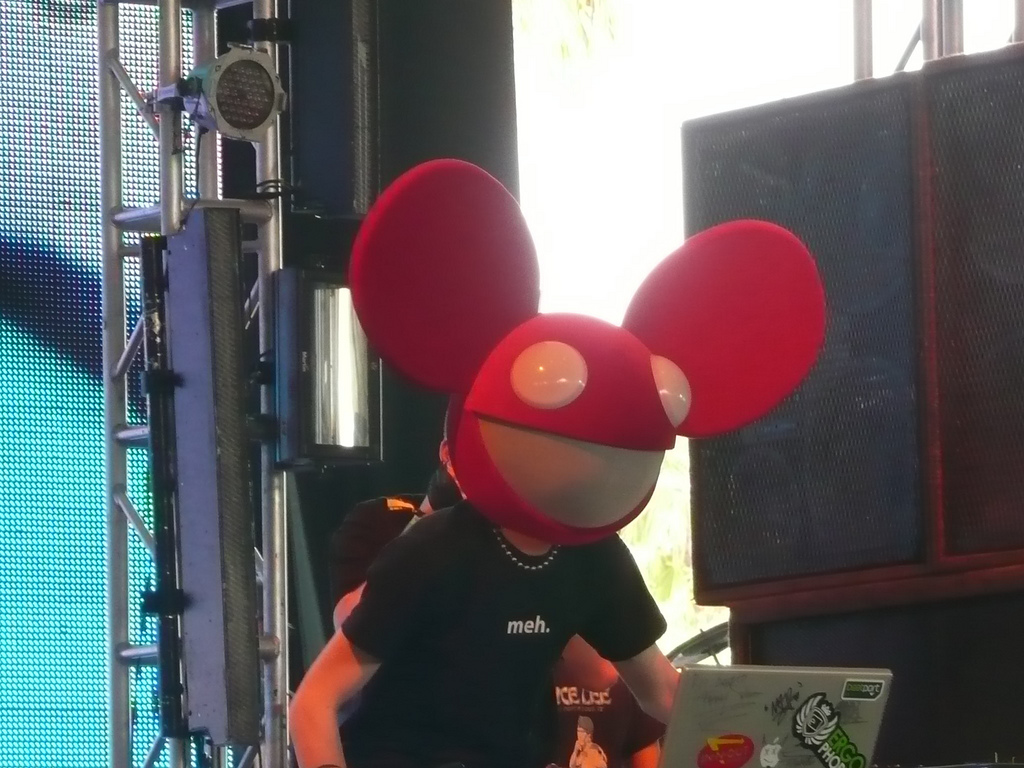
Deadmau5

- 1981: Anderson Daronco, árbitro de fútbol brasileño.
- 1981: Deadmau5 (Joel Thomas Zímmerman), disc jockey canadiense.
- 1981: Issam Erraki, futbolista marroquí.
- 1981: Allan Lalin, futbolista hondureño.
- 1981: Roberto Órdenes, futbolista chileno.
- 1982: Maximiliano Bustos, futbolista argentino.
- 1982: Giovanni Pasquale, futbolista italiano.
- 1982: Jaroslav Plašil, futbolista checo.
- 1982: Cirilo Saucedo, futbolista mexicano.
- 1982: Takashi Aizawa, futbolista japonés.
- 1983: José Aguirre, futbolista ecuatoriano.
- 1983: Júlia Almeida, actriz brasileña.
- 1983: Ferrán Corominas, futbolista español.
- 1983: Jon Moya Martín, futbolista español.
- 1984: Roberto Castillo Guerrero, futbolista chileno.
- 1984: Jorge Iván Castro, futbolista colombiano.
- 1984: Amanda Hearst, modelo estadounidense.
- 1984: Ikechukwu Uche, futbolista nigeriano.
- 1984: Roberto Pampín, futbolista español.
- 1984: César Valoyes, futbolista colombiano.
- 1985: Jorge Alonso Martín, futbolista español.
- 1985: Hamdi Harbaoui, futbolista tunecino.
- 1985: Matías Prats Chacón, periodista español.
- 1985: Sergio Rodríguez Budes, futbolista español.
- 1985: Diego Vera, futbolista uruguayo.
- 1986: Claudio Calderón, futbolista chileno.
- 1986: Roberto Floris, futbolista argentino.
- 1986: Dípika Padukone, actriz y modelo india expatriada en Dinamarca.
- 1987: Kristin Cavallari, actriz estadounidense.
- 1987: César Díaz Martínez, futbolista español.
- 1987: Fabiola Guajardo, actriz y modelo mexicana.
- 1987: Llorenç Riera Ortega, futbolista español.
- 1988: Luke Daniels, futbolista inglés.
- 1988: Baba Diawara, futbolista senegalés.
- 1988: Ion Echaide, futbolista español.
- 1988: Felipe, futbolista brasileño.
- 1988: Nikola Kalinić, futbolista croata.
- 1988: Mario de Luna, futbolista mexicano.
- 1988: Tremaine Stewart, futbolista jamaicano (f. 2021).
- 1988: Javi Vega, baloncestista español.
- 1989: Eduardo Escobar, beisbolista venezolano.
- 1989: Kim Kuk-jin, futbolista norcoreano.
- 1989: Krisztián Németh, futbolista húngaro.
- 1989: Ángel Orué, futbolista paraguayo.
- 1989: Takumi Hashimoto, futbolista japonés.
- 1989: Mirko Tedeschi, ciclista italiano.
- 1990: Darell, rapero puertorriqueño.
- 1990: Daniel Lemos, futbolista brasileño.
- 1990: Ismael Marín Marín, futbolista español.
- 1990: Jessé Moncada, futbolista hondureño.
- 1990: José Luis Palomino, futbolista argentino.
- 1991: Denis Alibec, futbolista rumano.
- 1991: Soner Aydoğdu, futbolista turco.
- 1991: Felipe Bertoldo, futbolista brasileño.
- 1991: Rahel Kiwic, futbolista suiza.
- 1991: Brian Lugo, futbolista uruguayo.
- 1991: Daniel Pacheco, futbolista español.
- 1991: Bruno Vinicius Sousa Medeiros, futbolista brasileño.
- 1991: Manuel Torres Jiménez, futbolista español.
- 1991: Tito Valencia, futbolista ecuatoriano.
- 1992: Luis Alfonso Espino García, futbolista uruguayo.
- 1992: Jin Jingzhu, patinadora de velocidad sobre hielo china.
- 1992: Trent Sainsbury, futbolista australiano.
- 1992: Suki Waterhouse, modelo inglesa.
- 1992: Naonobu Fujii, voleibolista japonés (f. 2023).
- 1993: Franz Drameh, actor británico.
- 1993: Tomáš Malec, futbolista eslovaco.
- 1993: Jolanda Neff, ciclista suiza.
- 1994: Nando Quesada, futbolista español.
- 1994: Gustavo Scarpa, futbolista brasileño.
- 1994: Bachana Arabuli, futbolista georgiano.

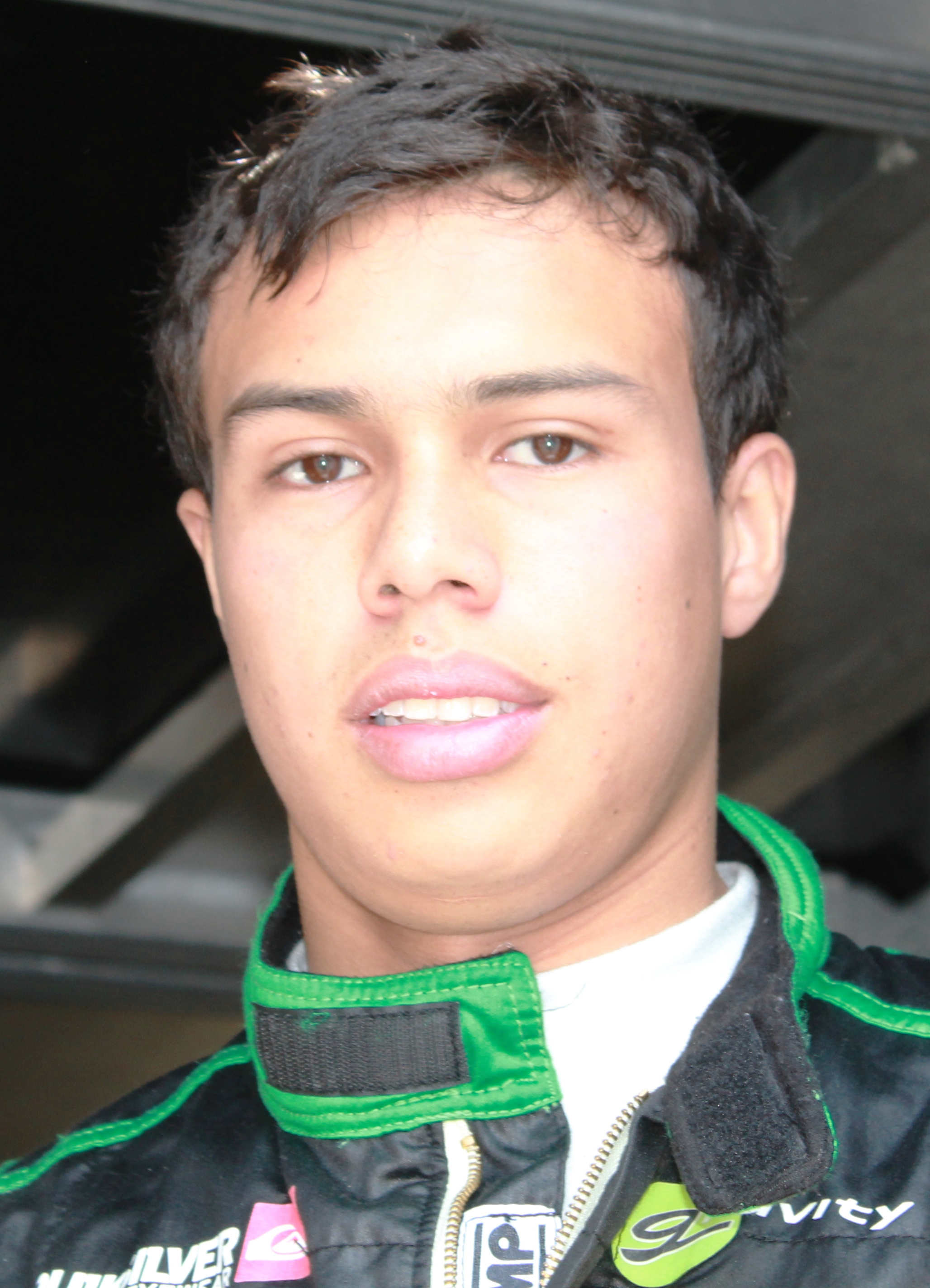
Óscar Andrés Tunjo

- 1996: Ignacio Abeledo, futbolista español.
- 1996: Dzinara Alimbekava, biatleta bielorrusa.
- 1996: Max Baldry, actor inglés.
- 1996: Kevin Becerra, futbolista ecuatoriano.
- 1996: Andrés Duarte, futbolista paraguayo.
- 1996: Tino Kadewere, futbolista zimbabuense.
- 1996: Zinédine Machach, futbolista francés.
- 1996: Daxter Miles, baloncestista estadounidense.
- 1996: Dragan Pechmalbec, balonmanista serbio-francés.
- 1996: Malachi Richardson, baloncestista estadounidense.
- 1996: Zach Smith, baloncestista estadounidense.
- 1996: Nicolás Tripichio, futbolista argentino.
- 1996: Óscar Andrés Tunjo, piloto de automovilismo colombiano.
- 1996: Tyler Ulis, baloncestista estadounidense.
- 1996: Iosefo Verevou, futbolista fiyiano.
- 1997: Egehan Arna, baloncestista turco.
- 1997: Jordan Blount, baloncestista irlandés.
- 1997: Nicola Conci, ciclista italiano.
- 1997: Jesús Vallejo, futbolista español.
- 1997: Zhang Yuning, futbolista chino.
- 1998: Carles Aleñá, futbolista español.
- 1998: Kervin Arriaga, futbolista hondureño.
- 1998: Vilma Bobeck, regatista sueca.
- 1998: Niklas Dorsch, futbolista alemán.
- 1998: Isaac Humphries, baloncestista australiano.
- 1998: Tsubasa Yoshihira, futbolista japonés.
- 1998: Tommy Kuhse, baloncestista estadounidense.
- 1999: Simone Barontini, atleta italiano.
- 1999: Margaret Cremen, remera neerlandesa.
- 1999: Agustín Dávila, futbolista uruguayo.
- 1999: Inès Ibbou, tenista argelina.
- 1999: Gian-Luca Itter, futbolista alemán.
- 1999: Luís Maximiano, futbolista portugués.
- 1999: Miguelito, cantante puertorriqueño.
- 1999: Katherine Nye, halterófila estadounidense.
- 1999: Lakeisha Patterson, nadadora australiana.
- 1999: Diogo Queirós, futbolista portugués.
- 1999: Vicente Rodríguez, futbolista venezolano.
- 1999: Mattias Svanberg, futbolista sueco.
- 1999: Juri Zanotti, ciclista italiano.
- 1999: Filip Ugrinić, futbolista suizo.
- 1999: Ugo Blanchet, tenista francés.
- 2000: Diego Eduardo Campos García, futbolista venezolano.
- 2000: Justin Dowell, ciclista estadounidense.
- 2000: Sam Hickey, boxeador británico.
- 2000: Mauricio Matzuda, futbolista peruano.
- 2000: Irene Ogiza, futbolista española.
- 2000: Eva Říhová, piragüista checa.
- 2000: Roxen, cantante rumana.
- 2000: David Zec, futbolista esloveno.
- 2001: Mijailo Mudryk, futbolista ucraniano.
- 2001: Jordi Martín, futbolista español.
- 2001: David Costa, futbolista portugués.
- 2003: Gilmar Napa, futbolista ecuatoriano.
- 2003: Szymon Włodarczyk, futbolista polaco.
- 2004: Ahn Ji-ho, actor surcoreano.
- 2004: Anastasiya Bezrúkova, actriz y modelo rusa.

## Fallecimientos
- 842: Al-Mutasim, califa abbasida (n. 796).
- 868: Convoión, abad franco (n.788), canonizado por la Iglesia católica.
- 900: Juan IX, papa romano (n. 855).
- 1066: Eduardo el Confesor, rey inglés entre 1042 y 1066 (n. 1004).
- 1173: Boleslao IV el Rizado, aristócrata polaco (n. 1120).

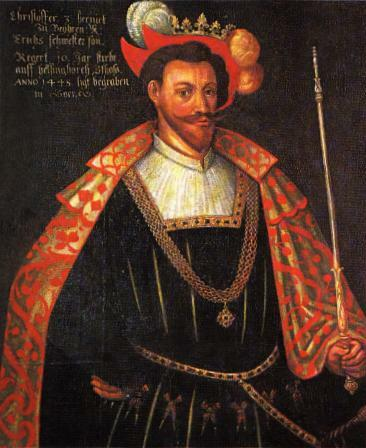
Cristóbal de Baviera.

- 1448: Cristóbal de Baviera, rey bávaro (n. 1416).
- 1465: Carlos I de Orleans, poeta, aristócrata y militar francés (n. 1394).
- 1477: Carlos el Temerario, aristócrata francés (n. 1433).
- 1524: Marko Marulić, poeta croata (n. 1450).
- 1527: Felix Manz, líder suizo (n. 1498).
- 1588: Qi Jiguang, general chino (n. 1528).
- 1589: Catalina de Médici, aristócrata italiana (n. 1519), esposa del rey Enrique II de Francia.
- 1592: Guillermo V de Cléveris, Duque de Jülich-Cléveris-Berg (n. 1516).
- 1625: Simon Marius, astrónomo alemán (n. 1573).
- 1655: Inocencio X, papa italiano (n. 1574).
- 1740: Antonio Lotti, compositor y maestro italiano (n. 1667).
- 1741: Ann Turner Robinson, cantante soprano británico-inglesa de ópera.
- 1745: María Eleonora Boncompagni Ludovisi, aristócrata (“princesa”) italiana (n. 1686).
- 1753: Andreas Jakob von Dietrichstein, arzobispo católico austríaco (n. 1689).
- 1754: Marie Isabelle de Rohan, aristócrata francesa (n. 1699).
- 1759: Thomas Philip Wallrad d’Alsace-Boussut de Chimay, cardenal y arzobispo católico belga (n. 1679).
- 1762: Isabel I de Rusia, emperatriz rusa (n. 1709).
- 1764: Giuseppe Suzzi, matemático y figura religiosa italiana (n. 1701).
- 1771: John Russell, aristócrata (“4.º duque de Bedford”), político británico (n. 1710).
- 1773: Jan Adam Galina, director de orquesta y compositor checo (n. 1724).
- 1776: Philipp Ludwig Statius Müller, zoólogo alemán (n. 1725).
- 1780: Melecio II de Constantinopla, arzobispo ortodoxo griego.
- 1786: François Bonamy, botánico y médico francés (n. 1710).
- 1788: Charles-Augustin de Ferriol d'Argental, diplomático francés (n. 1700).
- 1790: Jacob Christian Schäffer, botánico, micólogo y zoólogo alemán (n. 1718).
- 1795: Philipp Gotthard von Schaffgotsch, obispo católico de Bohemia (n. 1716).
- 1796: Samuel Huntington, político estadounidense (n. 1731).
- 1796: Anna Barbara Reinhart, matemática suiza (n. 1730).
- 1798: William Flackton, compositor, editor y organista británico (n. 1709).
- 1799: Arthur Chichester, aristócrata (“1.º marqués de Donegall”) y político irlandés (n. 1739).
- 1805: Giovanni Gallini, bailarín, coreógrafo y productor teatral italiano (n. 1728).
- 1806: Carlos Alejandro de Brandeburgo-Ansbach, aristócrata alemán (n. 1736).
- 1809: Bartolomeo Forteguerri, almirante italiano (n. 1751).
- 1813: Karl von Zinzendorf, político austríaco (n. 1739).
- 1815: Anton Wilhelm von L'Estocq, general prusiano (n. 1738).
- 1818: Marcello Bacciarelli, pintor italiano (n. 1731).
- 1819: Gaetano Gandolfi, anatomista y veterinario italiano (n. 1776).
- 1819: Vittorio Amedeo Giuseppe Seyssel, aristócrata (“marqués de Aix”) y general italiano (n. 1747).
- 1821: Carlo Porta, poeta italiano (n. 1775).
- 1827: Federico Augusto de Hannover, aristócrata británico-inglés (n. 1763).
- 1828: Kobayashi Issa, poeta y pintor japonés (n. 1763).
- 1830: Giuseppe Francesco de Varax, general italiano (n. 1746).
- 1834: Claude Carra Saint-Cyr, general y diplomático francés (n. 1760).
- 1835: Luigi Fergola, dibujante, pintor y grabador italiano (n. 1768).
- 1838: Maria Cosway, artista y educadora italiana (n. 1760).
- 1841: André-François Miot, académico, político y diplomático francés (n. 1762).
- 1844: Ippolito Cremona, arquitecto suizo (n. 1777).
- 1846: Alfred Thomas Agate, artista estadounidense (n. 1812).
- 1846: Domenico Gallamini, pintor y decorador italiano (n. 1774).
- 1848: Ferdinando Orlandi, compositor italiano (n. 1774).
- 1855: Georges Allamand, político francés (n. 1788).
- 1855: Julio Montes, coronel internacionalista cubano que combatió junto a Simón Bolívar en la batalla de Ayacucho (Perú) para liberar América de los españoles.
- 1855: Mihály Pollack, arquitecto austríaco (n. 1773).
- 1857: Gregorio Aráoz de Lamadrid, líder unitario y militar argentino (n. 1795).
- 1857: Albert Schwegler, filólogo, filósofo y teólogo alemán (n. 1819);
- 1858: Joseph Radetzky von Radetz, general austriaco (n. 1766).
- 1859: Constancio I de Constantinopla, arzobispo ortodoxo griego (n. 1770).
- 1860: John Neumann, obispo checoslovaco expatriado en Estados Unidos (n. 1811); canonizado por la Iglesia católica.
- 1861: Giuseppe Vallardi, editor e impresor italiano (n. 1784).
- 1863: Sargento Romano, bandolero italiano (n. 1833).
- 1866: Luigi Manzini, pintor italiano (n. 1805).
- 1872: Pietro Follador, poeta, sacerdote y revolucionario italiano (n. 1827).
- 1873: Emanuele Marliani, diplomático, político y patriota español (n. 1799).
- 1876: Luigi Zuccoli, pintor italiano (n. 1815).
- 1877: Pellegrino Canestri-Trotti, político italiano (n. 1801).
- 1877: Giuseppe Fanelli, revolucionario y anarquista italiano (n. 1827).
- 1877: Carl Timoleon von Neff, pintor estonio (n. 1804).
- 1878: Antonio Caimi, pintor e historiador del arte italiano (n. 1811).
- 1878: Alfonso La Marmora, militar y político italiano (n. 1804).
- 1878: Luciano Scarabelli, escritor, historiador y político italiano (n. 1806).
- 1879: Bartolomeo Gastaldi, geólogo, arqueólogo y paleontólogo italiano (n. 1818).
- 1881: Hippolyte Auger, escritor, traductor y dramaturgo francés (n. 1796).
- 1881: Carlo Avondo, político italiano (n. 1807).
- 1881: Basilio Gorga, religioso italiano (n. 1826).
- 1882: Alessandro Di Monale, político italiano (n. 1815).
- 1882: Luigi Marchesini, arquitecto italiano (n. 1796).
- 1883: Carlo Raimondi, grabador y pintor italiano (n. 1809).
- 1884: Giuseppe Grixoni, político italiano (n. 1805).
- 1885: Adolf von Auersperg, político austríaco (n. 1821).
- 1885: Simon Hubert Carteret-Trécourt, general francés (n. 1821).
- 1885: Andrea Formica, obispo católico italiano (n. 1812).
- 1886: Giuseppe Brambilla, erudito, patriota y periodista italiano (n. 1803).
- 1886: Hugo Pieter Vogel, arquitecto neerlandés (n. 1833).
- 1888: Henri Herz, compositor y pianista austriaco (n. 1803).
- 1890: Rafael Berenguer y Condé, pintor español (n. 1822).
- 1890: Angelo Quaglio el Joven, escenógrafo alemán (n. 1829).
- 1890: María Repetto, monja italiana (n. 1809).
- 1891: Emma Abbott, soprano estadounidense (n. 1849).
- 1891: Charles Gauthier, escultor francés (n. 1831).
- 1892: Pedro de Borbón-España, aristócrata español (n. 1862).
- 1892: Francesco Saluto, magistrado y jurista italiano (n. 1809).
- 1893: Carlos de San Andrés, presbítero neerlandés (n. 1821).
- 1893: Tommaso Agudio, ingeniero, empresario y político italiano (n. 1827).
- 1893: Pierre-Simon de Dreux-Brézé, obispo católico francés (n. 1811).
- 1894: Justus Carl Hasskarl, botánico y explorador alemán (n. 1811).
- 1895: Eraldo Baretti, dramaturgo italiano (n. 1846).
- 1895: Luigi Crippa, escultor italiano (n. 1838).
- 1895: Władysław Podkowiński, pintor e ilustrador polaco (n. 1866).
- 1896: Reginald Sackville, séptimo conde de La Warr, aristócrata británico (n. 1817).
- 1897: Francesco Saverio Altamura, pintor, escritor y patriota italiano (n. 1822).
- 1899: Anatole Chabouillet, numismático francés (n. 1814).
- 1900: Henry Tracey Coxwell, escritor británico (n. 1819).
- 1901: Carlos Alejandro de Sajonia-Weimar-Eisenach, aristócrata alemán (n. 1818).
- 1901: Pierre Potain, cardiólogo francés (n. 1825).
- 1903: Louis Alexander Fagan, historiador del arte, grabador y escritor italiano (n. 1845).
- 1903: Teresita Garibaldi, política y militar italiana nacida en Uruguay, hija del mercenario italiano Giuseppe Garibaldi (n. 1845).
- 1903: Eleuterio Pagliano, pintor y grabador italiano (n. 1826).
- 1903: Práxedes Mateo Sagasta, estadista español (n. 1925).
- 1904: George Francis Train, empresario estadounidense (n. 1829).
- 1904: Karl Alfred von Zittel, paleontólogo alemán (n. 1839).
- 1905: Adele Capuzzo Dolcetta, matemática, educadora y profesora italiana (n. 1857).
- 1906: Ercole Pasquali, médico, cirujano y ginecólogo italiano (n. 1825).
- 1907: Giovanni Amistani, patriota italiano (n. 1831).
- 1908: Joseph von Mering, médico alemán (n. 1849).
- 1910: Giovanni Battista Billia, abogado y político italiano (n. 1840).
- 1910: Nikolaos Deligiannis, político griego (n. 1845).
- 1910: Léon Walras, economista francés (n. 1834).
- 1911: Stefano Bruzzi, pintor italiano (n. 1835).
- 1911: Marcelina Darowska, monja polaca (n. 1827).
- 1912: Aureliano de Beruete, pintor español (n. 1845).
- 1912: Ottorino Giera, político italiano (n. 1841).
- 1912: Achille Tedeschi, patriota y político italiano (n. 1841).
- 1913: Louis Paul Cailletet, físico e inventor francés (n. 1832).
- 1913: Lewis Swift, astrónomo estadounidense (n. 1820).
- 1915: Lamberto Duranti, patriota italiano (n. 1890).
- 1915: Nagakura Shinpachi, samurái japonés, capitán de la segunda tropa del Shinsengumi.
- 1916: Ulpiano Checa, pintor, escultor, cartelista e ilustrador español (n. 1860).
- 1916: Sam Lucas, actor y cantante estadounidense (n. 1850).
- 1917: Jean Baptiste Auguste Chauveau, fisiólogo francés (n. 1827).
- 1917: Isobel Lilian Gloag, pintora británico-inglesa (n. 1865).
- 1917: Félix Wielemans, general belga (n. 1863).
- 1918: Lucien Lizé, general francés (n. 1864).
- 1919: Vitold Polonski, actor ruso (n. 1879).
- 1920: Cristoforo Benigno Crespi, empresario italiano (n. 1833).
- 1920: Ernesto Ragazzoni, poeta, traductor y periodista italiano (n. 1870).
- 1922: Ernest Shackleton, explorador y navegante irlandés (n. 1874).
- 1922: Anton von Wolszlegier, sacerdote y político alemán.
- 1923: Filadelfo Simi, pintor y escultor italiano (n. 1849).
- 1924: Ernesto Marsaglia, ingeniero y político italiano (n. 1853).
- 1926: Edward Granville Browne, iraníista británico (n. 1862).
- 1926: Giuseppe Jung, matemático italiano (n. 1845).
- 1927: Jaroslav Poláček, futbolista checoslovaco (n. 1905).
- 1929: Erich Becher, profesor, filósofo y psicólogo alemán (n. 1882).
- 1929: Clotilde García del Castillo, española (n. 1865).
- 1929: Marc McDermott, actor australiano (n. 1881).
- 1929: Nicolás Nikoláievich Románov, general ruso (n. 1856).
- 1929: Romualdo Trigona di Sant'Elia, aristócrata y político italiano (n. 1870).
- 1930: Rainer Ludwig Claisen, químico alemán (n. 1851).
- 1932: George Forrest, botánico británico-escocés (n. 1873).
- 1933: Calvin Coolidge, político estadounidense, 30.ºpresidente de los Estados Unidos entre 1923 y 1929 (n. 1872).
- 1933: John Mackinnon Robertson, periodista y político británico (n. 1856).
- 1933: Karol Sliwowski, obispo católico polaco (n. 1855).
- 1933: Zinaida L'vovna Volkova, revolucionaria soviética (n. 1901).
- 1934: Raffaello Barbiera, periodista y escritor italiano (n. 1851).
- 1934: Charles J. Stine, actor estadounidense (n. 1864).
- 1935: Pietro Bonilli, sacerdote italiano (n. 1841).
- 1936: Ramón María del Valle-Inclán, poeta, escritor y dramaturgo español (n. 1866).
- 1937: Lottie Blair Parker, dramaturga y actriz estadounidense (n. 1858).
- 1937: Guido Picelli, político, antifascista y militar italiano (n. 1889).
- 1938: Federico Guglielmo Fortini, soldado italiano (n. 1900).
- 1938: Bartomeu Rosselló-Pòrcel, poeta y traductor español en lengua catalana (n. 1913).
- 1938: Giulio Silvestrelli, diplomático e historiador italiano (n. 1853).
- 1939: Salvatore Barzilai, abogado, criminólogo y político italiano (n. 1860).
- 1939: Franco Gazzera, diplomático italiano (n. 1912).
- 1939: Charles Scudder, golfista estadounidense (n. 1864).
- 1939: Lisandro de la Torre, político y abogado argentino (n. 1868), por suicidio.
- 1941: Oscar Abello, aviador y oficial italiano (n. 1916).
- 1941: Amy Johnson, aviadora británica (n. 1903).
- 1942: Clarence Gagnon, pintor y grabador canadiense (n. 1881).
- 1942: Tina Modotti, fotógrafa, actriz y militante comunista italiana (n. 1896), compañera de Julio Antonio Mella, militante cubano asesinado en México.
- 1942: Ruben Saillens, pastor protestante y escritor francés (n. 1855).
- 1942: Alexei Maximovich Smirnov, cineasta soviético-ruso (n. 1890).
- 1943: Guerrero Battistini, soldado italiano (n. 1912).
- 1943: George Washington Carver, agrónomo, botánico y educador afroestadounidense (n. 1860).
- 1943: Philip Morrell, político británico (n. 1870).
- 1945: Hans Christiansen, pintor y artesano alemán (n. 1866).
- 1945: Ala Gertner, polaca (n. 1912).
- 1945: Julius Leber, político alemán (n. 1891).
- 1945: Dezső Szabó, escritor húngaro (n. 1879).
- 1946: Louis Gauthier, actor francés (n. 1864).
- 1946: Johann Klima, futbolista austríaco (n. 1900).
- 1946: Hugh McClung, director de fotografía y cineasta estadounidense (n. 1874).
- 1946: Heinrich Remlinger, soldado alemán (n. 1882).
- 1946: Slim Summerville, actor y cineasta estadounidense (n. 1892).
- 1947: Guido Dorso, político italiano (n. 1892).
- 1947: Fridolf Lundsten, luchador finlandés (n. 1884).
- 1947: Angelo Menozzi, químico y político italiano (n. 1854).
- 1947: Osami Nagano, almirante japonés (n. 1880).
- 1947: Charles Schlee, corredor de pista y atleta estadounidense (n. 1873).
- 1947: Ulisse Stacchini, arquitecto italiano (n. 1871).
- 1948: Mary Scott Lord Dimmick, aristócrata estadounidense (n. 1858), segunda esposa del presidente Benjamin Harrison.
- 1949: Walter Borck, futbolista alemán (n. 1891).
- 1950: John Rabe, empresario alemán (n. 1882).
- 1951: Edward Bushnell, corredor de fondo estadounidense (n. 1876).
- 1951: Pietro Capasso, político italiano (n. 1874).
- 1951: William Luther Hill, político estadounidense (n. 1873).
- 1951: Kim Dong-in, escritor coreano (n. 1900).
- 1951: Andréi Platónov, escritor soviético-ruso (n. 1899).
- 1951: William Seiling, tirador de cuerda estadounidense (n. 1864).
- 1951: Seo Jae-pil, activista y periodista coreano (n. 1864).
- 1952: Víctor Hope, aristócrata (“2.º marqués de Linlithgow”), político británico (n. 1887).
- 1953: Leone Tondelli, sacerdote y biblista italiano (n. 1883).
- 1954: Lillian Rich, actriz británico-inglesa (n. 1900).
- 1954: Aimé Félix Tschiffely, escritor suizo (n. 1895).
- 1955: Marcel Déat, político francés (n. 1894).
- 1955: Hans-Karl von Esebeck, general alemán (n. 1892).
- 1955: Gertrud Eysoldt, actriz alemana (n. 1870).
- 1955: Alexander Wienerberger, ingeniero químico austríaco (n. 1891).
- 1956: Pierre Duhart, entrenador y jugador de fútbol uruguayo (n. 1910).
- 1956: Mistinguett, actriz y cantante francesa (n. 1875).
- 1956: Gaspare Oliverio, arqueólogo y epigrafista italiano (n. 1887).
- 1956: Genoveva Torres Morales, monja española (n. 1870), canonizada por la Iglesia católica.
- 1957: Alexandre Caillot, obispo católico francés (n. 1861).
- 1957: Oldřich Duras, ajedrecista y compositor checoslovaco (n. 1882).
- 1957: Alfonso Gibilaro, pianista y compositor italiano (n. 1888).
- 1957: Robert Kane, productor cinematográfico estadounidense (n. 1886).
- 1957: Jerome Steever, jugador de waterpolo estadounidense (n. 1880).
- 1958: William Hirons, tirador de cuerda británico (n. 1871).
- 1958: Jack McCracken, jugador y entrenador de baloncesto estadounidense (n. 1912).
- 1959: Akaki Chkhenkeli, político georgiano (n. 1874).
- 1959: Alberto Cuttin, futbolista italiano (n. 1893).
- 1959: Adolpho Ducke, biólogo y etnólogo italiano (n. 1876).
- 1959: Karo Halabyan, arquitecto y político soviético (n. 1897).
- 1960: Fernand Gregh, poeta francés (n. 1873).
- 1960: Roberto Pucci, militar, empresario y político italiano (n. 1878).
- 1960: Francesc Sabaté Llopart, anarquista español (n. 1915).
- 1960: Leone Scotti, futbolista italiano (n. 1896).
- 1961: Gaetano Azzariti, jurista y político italiano (n. 1881).
- 1961: Conrado Benítez, maestro voluntario cubano en la Campaña de Alfabetización; asesinado en las montañas del Escambray por mercenarios cubanos al servicio de la CIA estadounidense.
- 1961: Jack Butler, futbolista y entrenador británico-inglés (n. 1894).
- 1961: Georg Schneider, futbolista alemán (n. 1892).
- 1962: Gino Ducci, militar y político italiano (n. 1872).
- 1962: Helmer Mörner, caballero sueco (n. 1895).
- 1962: Max Pohlenz, filólogo clásico alemán (n. 1872).
- 1962: Per Thorén, patinador artístico sueco (n. 1885).
- 1962: Fritz Wendhausen, actor, guionista y director alemán (n. 1890).
- 1963: Rogers Hornsby, jugador y entrenador estadounidense de béisbol (n. 1896).
- 1965: Ralph Morgan, director deportivo estadounidense (n. 1884).
- 1965: Angelo Palla, futbolista italiano (n. 1901).
- 1965: Eligio Perucca, físico italiano (n. 1890).
- 1966: Antonio Albertini, magistrado y político italiano (n. 1872).
- 1966: Gian Gaspare Napolitano, periodista, escritor y guionista italiano (n. 1907).
- 1967: Bruno Enei, profesor, político y partidista brasileño (n. 1908).
- 1967: Zhu Shilin, director y escenógrafo chino (n. 1899).
- 1968: Jean Murat, actor francés (n. 1888).
- 1969: Piero Antona, futbolista italiano (n. 1912).
- 1969: Luigia Ciappi, profesora de italiano (n. 1894).
- 1969: Franz Theodor Csokor, dramaturgo y escritor austríaco (n. 1885).
- 1969: Feria de Florencia, actriz estadounidense (n. 1907).
- 1969: Patrick Flynn, corredor de media distancia y carreras de obstáculos estadounidense (n. 1894).
- 1969: Samúel Jónsson, escultor y pintor islandés (n. 1884).
- 1969: Arthur Loesser, pianista, musicólogo y escritor estadounidense (n. 1894).
- 1969: Umberto Milani, escultor y pintor italiano (n. 1912).
- 1969: Umberto Scotti, futbolista italiano (n. 1885).
- 1970: Sylvie, actriz francesa (n. 1883).
- 1970: Max Born, físico alemán, premio nobel de física en 1954 (n. 1882).
- 1970: Roberto Gerhard, compositor y erudito español (n. 1896).
- 1970: Aldo Romaro, futbolista italiano (n. 1897).

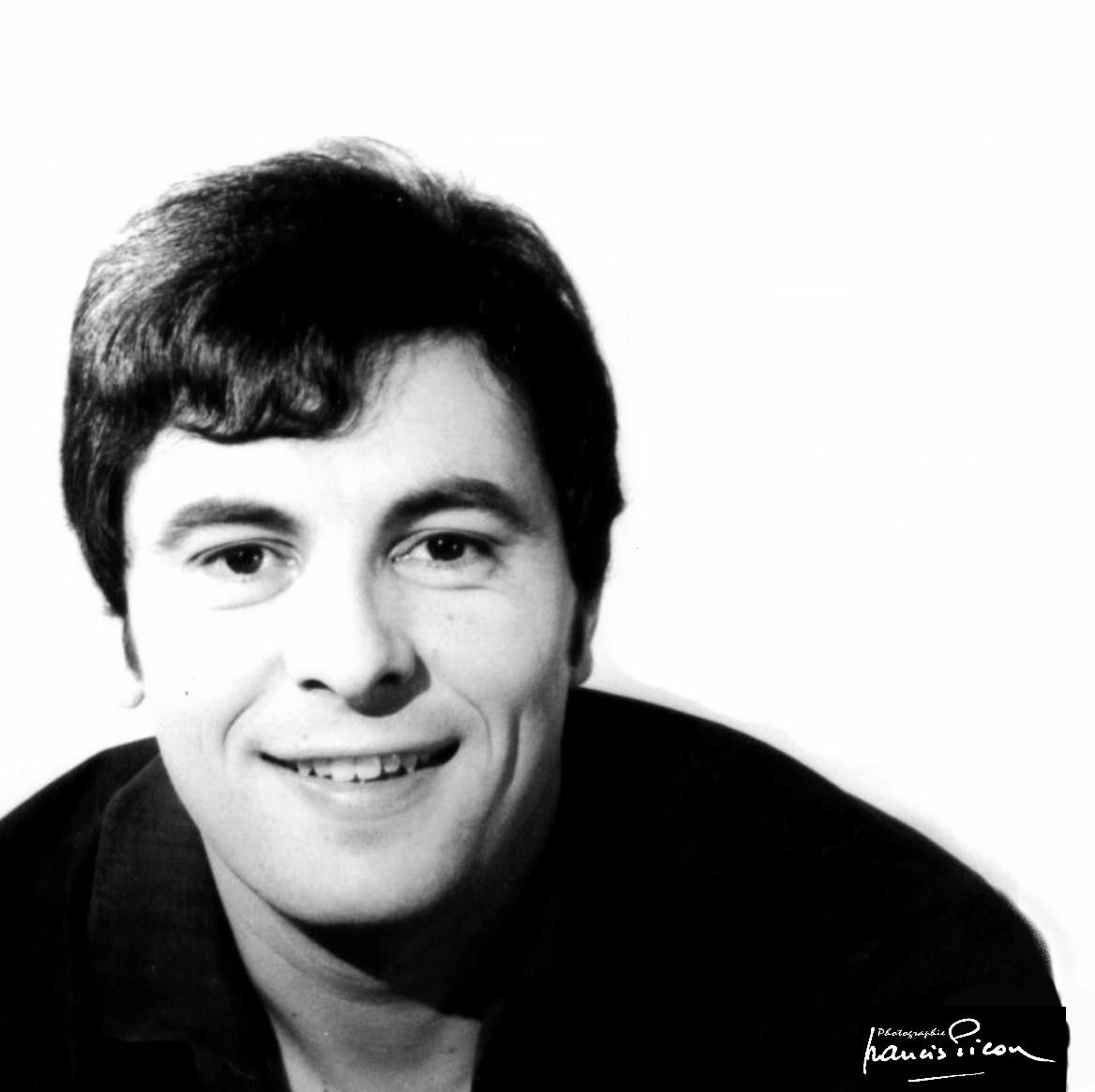
Jean-Paul Mauric

- 1971: Richard Gedlich, futbolista alemán (n. 1900).
- 1971: Jean-Paul Mauric, cantante francés (n. 1933).
- 1971: Douglas Shearer, artista de efectos especiales canadiense (n. 1899).
- 1971: Fanfulla, actor, comediante y artista de cambios rápidos italiano (n. 1913).
- 1972: Ferdinando Caioli, periodista, poeta y crítico literario italiano (n. 1898).
- 1972: Carlo Leopoldo Conighi, arquitecto italiano (n. 1884).
- 1972: Gérard Devos, futbolista belga (n. 1903).
- 1972: Konstantinos Nikolópulos, esgrimista y político griego (n. 1890).
- 1973: Alexandre Arnoux, poeta, dramaturgo y ensayista francés (n. 1884).
- 1973: Leonardo Lusanna, arquitecto italiano (n. 1908).
- 1973: Henny Skjønberg, actriz noruega (n. 1886).
- 1974: Erminia Caudana, restauradora italiana (n. 1896).
- 1974: Joseph Fassbender, pintor alemán (n. 1903).
- 1974: Béla Illés, escritor húngaro (n. 1895).
- 1974: Burkhard Niering, policía alemán (n. 1950).
- 1974: Lev Nikolaevič Oborin, pianista ruso (n. 1907).
- 1974: Vincent Starrett, escritor y periodista estadounidense (n. 1886).
- 1974: François Vasse, futbolista francés (n. 1907).
- 1975: Viktor Anichkin, futbolista soviético (n. 1941).
- 1975: Gottlob Berger, general alemán (n. 1896).
- 1975: Alfredo Silva Carvallo, abogado, político y periodista chileno (n. 1906).
- 1976: John Aloysius Costello, abogado y político irlandés (n. 1891).
- 1976: Checco Durante, actor y poeta italiano (n. 1893).
- 1976: Mal Evans, mánager y músico británico (n. 1935), asistente de la banda The Beatles.
- 1976: Hamit Kaplan, luchador turco (n. 1934).
- 1976: Max Kleiber, biólogo suizo (n. 1893).
- 1976: Georges Migot, compositor, poeta y pintor francés (n. 1891).
- 1976: Károly Takács, tirador húngaro (n. 1910).
- 1978: Hans Blume, futbolista neerlandés (n. 1887).
- 1978: Sally Eilers, actriz estadounidense (n. 1908).
- 1978: Cesare Frugoni, médico italiano (n. 1881).
- 1979: Billy Bletcher, actor, actor de doblaje y guionista estadounidense (n. 1894).
- 1979: Gabriella Giacobbe, actriz italiana (n. 1923).
- 1979: Charles Mingus, contrabajista, pianista y compositor estadounidense (n. 1922), fallecido por ELA (esclerosis lateral amiotrófica).
- 1980: Mario Bracco, bioquímico y partisano italiano (n. 1917).
- 1980: Giuseppe De Marco, aviador y soldado italiano (n. 1894).
- 1981: Joe Dolhon, baloncestista estadounidense (n. 1927).
- 1981: Jana Černá, escritora checa (n. 1928).
- 1981: Lanza del Vasto (Giuseppe Giovanni Lanza), filósofo, poeta y escritor italiano (n. 1901).
- 1981: Serge Sandberg, productor cinematográfico francés (n. 1879).
- 1981: Harold Urey, químico estadounidense, premio nobel de química en 1934 (n. 1893).
- 1981: Lanza del Vasto, filósofo italiano (n. 1901).
- 1981: Leopold Wohlrab, balonmano austríaco (n. 1912).
- 1982: Giuseppe Bogoni, político y antifascista italiano (n. 1907).
- 1982: Hans Conried, actor, actor de doblaje y comediante estadounidense (n. 1917).
- 1982: Harvey Lembeck, actor estadounidense (n. 1923).
- 1983: Chapman Grant, herpetólogo estadounidense (n. 1887).
- 1983: Karlis Zvirgzdiņš, futbolista letón (n. 1907).
- 1984: Antonio Da Sacco, futbolista italiano (n. 1900).
- 1984: Giuseppe Fava, escritor, periodista y dramaturgo italiano (n. 1925).
- 1984: Tomas Gumppenberg, sacerdote austríaco (n. 1904).
- 1984: Dmitry Ivanovich Vasiliev, cineasta soviético (n. 1900).
- 1985: Norberto Anido, futbolista argentino (n. 1933).
- 1985: Franjo Punčec, tenista yugoslavo (n. 1913).
- 1985: Robert Surtees, director de fotografía y fotógrafo estadounidense (n. 1906).
- 1985: Matilde Urrutia, cantante y escritora chilena (n. 1912).
- 1986: Wei Wu Wei, cineasta, director de teatro y filósofo británico-inglés (n. 1895).
- 1986: Ilmari Salminen, corredora de media distancia finlandesa (n. 1902).
- 1986: Radovan Zogović, poeta y político montenegrino (n. 1907).
- 1987: Lodovico Maschiella, político y periodista italiano (n. 1923).
- 1987: Geoffrey Mason, trineo estadounidense (n. 1902).
- 1987: Ambrogio Portalupi, ciclista de ruta italiano (n. 1943).
- 1987: Frank Stack, patinador de velocidad sobre hielo canadiense (n. 1906).
- 1988: Carlo Del Teglio, poeta italiano (n. 1926).
- 1988: Pete Maravich, baloncestista estadounidense (n. 1947).
- 1988: Giorgio Porreca, ajedrecista y traductor italiano (n. 1927).
- 1989: Vincenzo Cicerone, político italiano (n. 1919).
- 1989: Carlo Porro, político italiano (n. 1908).
- 1990: Lola Iturbe, anarquista y publicista española (n. 1902).
- 1990: Arthur Kennedy, actor estadounidense (n. 1914).
- 1990: Kléber Piot, ciclista de ruta y ciclista de bicicrós francés (n. 1920).
- 1990: Jaroslav Rössler, fotógrafo checo (n. 1902).
- 1990: Genrich Sidorenkov, jugador de hockey soviético (n. 1931).
- 1990: Óscar Liera, dramaturgo mexicano (n. 1946).
- 1991: Johnny Eck, artista y actor estadounidense (n. 1911).
- 1991: Vasko Popa, poeta yugoslavo, originario de Rumania.
- 1992: Rube Lautenschlager, jugador de baloncesto estadounidense (n. 1915).
- 1993: Juan Benet, escritor español (n. 1927).
- 1993: Ferruccio Bernardis, político italiano (n. 1906).
- 1993: Helmut Bischoff, soldado alemán (n. 1908).
- 1993: Nicholas Mayall, astrónomo estadounidense (n. 1906).
- 1994: Jeanne Carpenter, actriz estadounidense (n. 1916).
- 1994: Eliška Junková, piloto de carreras checoslovaca (n. 1900).
- 1994: Franz Murer, soldado austríaco (n. 1912).
- 1994: Pierluigi Samaritani, director y escenógrafo italiano (n. 1942).
- 1995: Francis López, compositor francés (n. 1916).
- 1995: Floyd Volker, jugador de baloncesto estadounidense (n. 1921).
- 1995: Kiyoo Wadati, sismólogo japonés (n. 1902).
- 1996: Yahya Ayyash, ingeniero y soldado palestino (n. 1966).
- 1996: Lincoln Kirstein, escritor, productor teatral y filántropo estadounidense (n. 1907).
- 1996: Roberta Rambelli, traductora, escritora y editora italiana (n. 1928).
- 1996: Vittoriano Viganò, arquitecto italiano (n. 1919).
- 1997: Bertil de Suecia, príncipe sueco (n. 1912).
- 1997: Ettore Calvelli, escultor y medallista italiano (n. 1912).
- 1997: André Franquin, dibujante belga (Gaston Lagaffe) (n. 1924).
- 1997: Peter Z. Geer, político estadounidense (n. 1928).
- 1997: Tarcisio Petracco, partidista y activista italiano (n. 1910).
- 1998: Hugo Avendaño, cantante y actor mexicano.
- 1998: Hal Baylor, actor estadounidense (n. 1918).
- 1998: Sonny Bono, cantante, actor, productor discográfico y político estadounidense (n. 1935).
- 1998: Alik Cavaliere, escultor italiano (n. 1926).
- 1998: Martz Schmidt, historietista español (n. 1922).
- 1998: Luciano Zotti, compositor, director de orquesta y pianista italiano (n. 1934).
- 1999: Buck Batterman, jugador estadounidense de baloncesto (n. 1918).
- 1999: Rolf Gutbrod, arquitecto alemán (n. 1910).
- 1999: Aldo Matteotti, pintor, escultor y fotógrafo italiano (n. 1927).
- 1999: Jarmila Nygrýnová, fondista checoslovaca (n. 1953).
- 1999: Basuki Resobowo, pintor indonesio (n. 1916).
- 2000: Gōseki Kojima, dibujante japonés (n. 1928).
- 2000: Guido Mandracci, piloto de motos italiano (n. 1942).
- 2000: Scevola Mariotti, latinista y filóloga clásica italiana (n. 1920).
- 2000: Pietro Rebuzzi, futbolista italiano (n. 1918).
- 2003: Massimo Girotti, actor italiano (n. 1918).
- 2003: Roy Jenkins, político británico (n. 1920).
- 2003: Félix Loustau, futbolista argentino (n. 1922).
- 2003: Daphne Oram, compositora y música británica (n. 1925).
- 2004: Pepe Carrol, mago y presentador de televisión español (n. 1958).
- 2004: Norman Heatley, biólogo y químico británico (n. 1911); codesarrolló la penicilina.
- 2006: María Fernanda Cartier, actriz, cantante, animadora y modelo argentina de origen italiano (n. 1926).
- 2007: Momofuku Andō, empresario e inventor japonés (n. 1910).
- 2008: Louis Hon, futbolista francés (n. 1924).
- 2009: Pascal Terry, piloto de motociclismo francés (n. 1959).
- 2010: Kenneth Noland, pintor estadounidense (n. 1924).
- 2010: Santos Pastor, catedrático, economista y jurista español (n. 1951).
- 2011: Rufo Caballero, crítico de cine, crítico de arte, profesor universitario y ensayista cubano (n. 1966); infarto cardíaco.
- 2011: Gabriel Cardona, escritor, historiador y militar español (n. 1938).[2]
- 2011: Malangatana Ngwenya, pintor, escultor y poeta mozambiqueño (n. 1936).[3]
- 2012: Isaac Díaz Pardo, artista y empresario gallego.[4]
- 2012: Frederica Sagor Maas (111), dramaturga, escritora y guionista estadounidense del cine mudo de Hollywood (n. 1900).
- 2013: Joselo (José Díaz Márquez), actor y comediante venezolano (n. 1936).
- 2013: Sol Yurick, escritora estadounidense (n. 1925).[5]
- 2014: Brian Hart, piloto de automovilismo e ingeniero británico (n. 1936).
- 2014: Alma Muriel, actriz mexicana (n. 1951).
- 2014: Eusébio da Silva Ferreira, futbolista portugués (n. 1942).
- 2014: Nelson Ned, bolerista brasileño (n. 1947).
- 2015: Jean-Pierre Beltoise, piloto francés (n. 1937).
- 2016: Pierre Boulez, compositor, director de orquesta y pianista francés (n. 1925).
- 2018: Thomas Bopp, astrónomo estadounidense (n. 1949); reconocido por haber codescubierto el cometa cometa Hale-Bopp (que pasa cada 2364 años, y la última vez pasó en 1997).
- 2018: John W. Young, capitán, ingeniero y astronauta estadounidense (n. 1930).
- 2018: Jerry Van Dyke, comediante y actor estadounidense (n. 1931).
- 2019: Dragoslav Šekularac, futbolista y entrenador serbio (n. 1937).
- 2021: João Cutileiro, escultor portugués (n. 1937).
- 2022: Lawrence Brooks, veterano de guerra estadounidense (n. 1909).
- 2023: Earl Boen, actor estadounidense (n. 1941).
- 2024: Jorge Aguilar Mora, novelista, ensayista, crítico literario, poeta y catedrático mexicano (n. 1946).
- 2024: Carlos Bremer, empresario y filántropo mexicano (n. 1960).
- 2024: Mário Zagallo, entrenador y futbolista brasileño (n. 1931).

## Celebraciones
- Día de la Industria Farmacéutica.[6]Esta fecha se estableció para resaltar la importancia del trabajo de esta industria en la investigación, desarrollo, fabricación y comercialización de medicamentos. Por otro lado, el Día Mundial del Farmacéutico se celebra el 25 de septiembre.

 Por países
(Por orden alfabético)
- Argentina: 
  -  Provincia de Mendoza: 
    - Día de la Bandera de la provincia de Mendoza.[7] Día de la Bandera del Ejército de Los Andes, que es también el estandarte de la provincia de Mendoza. La historia provincial señala que el 5 de enero de 1817 se realizó en la iglesia Matriz, ubicada en Alberdi e Ituzaingó de Ciudad, la bendición y jura de la Bandera del Ejército de Los Andes. Ese mismo día también se proclamó a la Virgen del Carmen como patrona y generala del Ejército.

- China: 
  - Comienzo del Festival de esculturas de hielo y nieve de Harbin (en chino, 哈尔滨国际冰雪节; pinyin, Hā'ěrbīn Guójì Bīngxuě Jié), que es un festival internacional dedicado a las esculturas de nieve y hielo que se celebra de forma anual en enero desde 1963. Se interrumpió durante la Revolución Cultural para continuar en 1985.

- Colombia: 
  - Cuarto día del Carnaval de Negros y Blancos (o Día de los Negros) en Pasto.

- Cuba: 
  - Aniversario de la Universidad de La Habana. Fue fundada por los frailes Dominicos pertenecientes a la Orden de Predicadores. Es pública y es la institución educativa superior más antigua del país.
Fundación: 5 de enero de 1728 (297 años).

- Ecuador: 
  - Día del Periodista Ecuatoriano. Instaurado en homenaje a la publicación del primer número de Primicias de la cultura de Quito en 1792, periódico dedicado a exaltar las ideas libertarias y fundado por Eugenio Espejo, precursor y prócer de la Independencia americana.

- Estados Unidos: 
  - Día Nacional de las Aves.
(en inglés: National Bird Day).
  - Día del Guionista.
(en inglés: Screenwriters Day).
  - Día de la Crema Batida o nata montada.
(en inglés: National Whipped Cream Day).

- India:
  - Nyempa Guzom. Es un festival que se celebra en los monasterios de Sikkim y que tiene lugar en los días 6 y 7 del undécimo mes del calendario tibetano, que suele ser en diciembre o enero. En esta celebración, la gente visita los monasterios para ofrecer regalos de frutas, dulces y donaciones, y para rezar por el bienestar de sus seres queridos.

- Japón:
  - Joma Shinji. Es uno de los festivales sagrados populares del Santuario Tsurugaoka Hachiman en Kamakura. Se celebra el 5 de enero a las 10 de la mañana. Esta ceremonia samurái se ha celebrado tradicionalmente durante más de 800 años y fue establecida por Minamoto no Yoritomo, el primer Shōgun que inauguró el shogunato Kamakura o bakufu.[8][9] Solía ser el primer evento del año para los samuráis. Todos visten el traje tradicional samurái en el Período Kamakura.
(en japonés: 除魔神事).

### Santoral católico

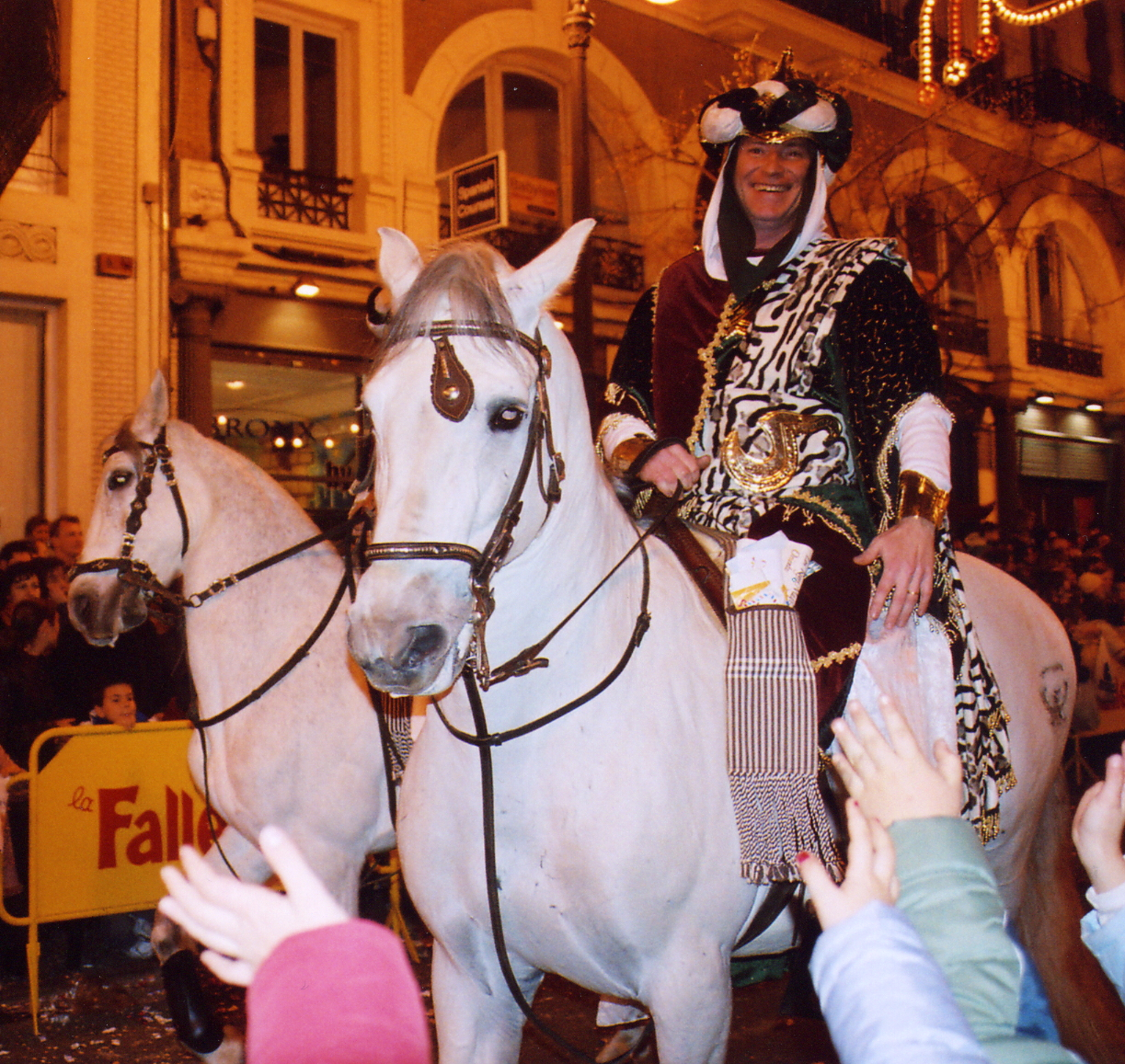
Cabalgata de Reyes Magos.

- San Telésforo, papa y mártir (c. 137).
- Santa Sinclética de Alejandría, virgen (s. IV).
- San Diosgracias de Cartago, obispo (457/458).
- Santa Emiliana de Roma, virgen (s. VI).
- San Convoión de Bretaña, abad (868).
- San Eduardo el Confesor (1066).
- San Gerlaco de Valkenburg, eremita (1165).
- Beato Rogerio de Todi, presbítero (1237).
- Beatos Francisco Peltier, Jacobo Ledoyen y Pedro Tressier, presbíteros y mártires (1794).
- San Juan Nepomuceno Neumann, obispo (1860).
- Beata María Repetto, virgen (1890).
- Beato Carlos de San Andrés Houben, presbítero (1893).
- Beata Marcelina Darowska (1911).
- Beato Pedro Bonilli, presbítero y fundador (1935).
- Beata Genoveva Torres Morales, virgen (1956).

 Por países
(Por orden alfabético)
- Andorra,  España y  Gibraltar:
  - Cabalgata de Reyes Magos. Es un desfile de carrozas típico en las ciudades de España y Andorra, en Gibraltar y, con menos eco, en poblaciones checas, polacas, mexicanas y en la localidad portuguesa de Monção, en el que los Reyes Magos (Melchor, Gaspar y Baltasar) y sus pajes y ayudantes lanzan caramelos y golosinas a los niños en la víspera de la fiesta de Epifanía. Las cabalgatas se celebran cada 5 de enero por la tarde o al atardecer, siguiendo la tradición, antes de que los Reyes dejen durante la noche los regalos en las casas.